# Знаки различия в системе охраны края и внутренней службе Литвы

## Структура званий
Воинские звания в Литве делятся на воинские и звания внутренней службы. Категоризация званий офицеров является идентичной и делится на типы:
- генералы (адмиралы)
- старшие офицеры
- младшие офицеры
- юнкеры

Звания неофицерского корпуса делятся на типы:
- унтер-офицеры (унтер-офицеры вооружённых сил имеющие гражданские специальности получают приставку унтер-офицера специалиста)
- солдаты (в полиции соответственно полицейские)

Звания сухопутных сил и военно-воздушных идентичны и отличаются визуальной цветовой палитрой.

## Воинские знаки различия

### Головные уборы и отдельные элементы униформы

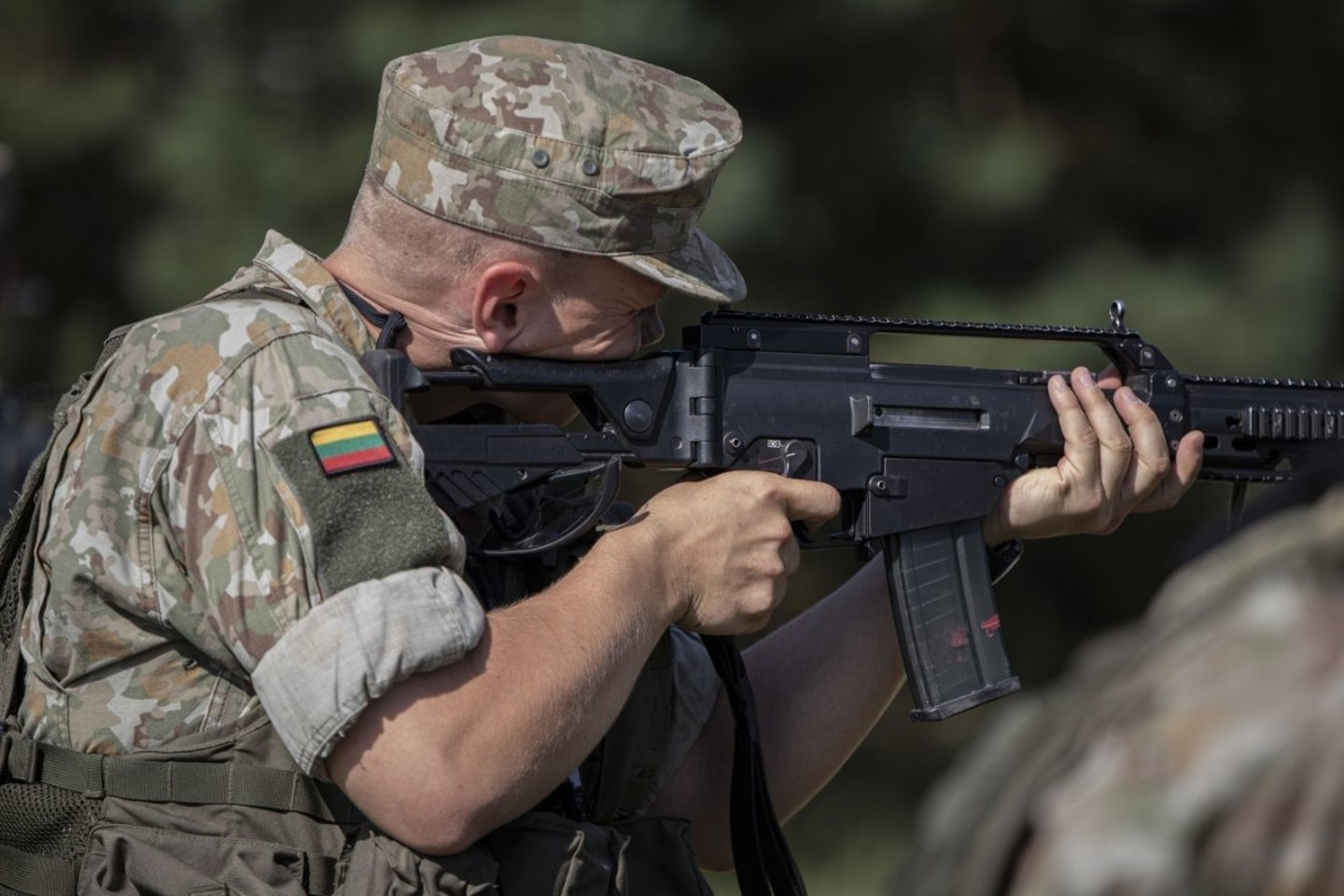
Военнослужащий в бергмютце

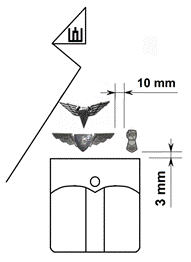
Ношение значков общевойсковых специальностей и курсов на повседневных, вечерних, парадных комплектах формы

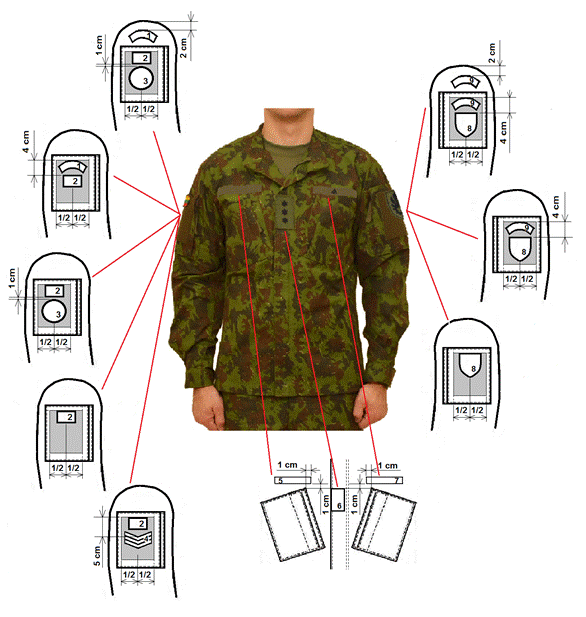
Ношение нашивок на полевой униформе

Основным головным убором сухопутных подразделений является полевая кепи она же бергмютце, выполнив определённые условия (чаще всего батальонная полоса препятствий) военнослужащий получает право на ношение берета с кокардой подразделения, однако в полевых условиях предпочтение отдаётся бергмютце а в случае с подразделениями разведки - панамам.
В военно-морских силах и военно-воздушных силах вместo кепи используются пилотки, однако существуют исключения для сухопутных боевых подразделений в составе сил (ПВО и морские фузилёры).
Существует ограничений спектр цветов для беретов. 
- Зелёный - общий, сухопутные силы (пехота)
- Тёмно-синий - море, небо (противовоздушная оборона, морская пехота и боевые пловцы)
- Чёрный - порох или земля (артиллерия и инженеры)
- Бордовый - (добровольческие силы)
- Кармин - (егерский батальон)
- Красный - (военная полиция)
- Серый - (служба особого назначения)

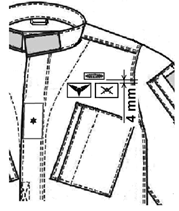
Ношение нагрудных нашивок прохождения общевойсковых курсов и квалификаций

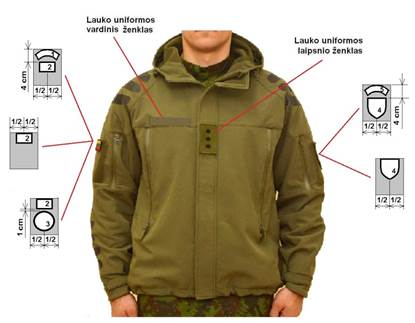
(начиная слева)
1. Именной знак полевой униформы
2. Знак воинского звания полевой униформы

| Повседневно-полевые головные уборы согласно роду сил Войска Литовского | Повседневно-полевые головные уборы согласно роду сил Войска Литовского | Повседневно-полевые головные уборы согласно роду сил Войска Литовского | Повседневно-полевые головные уборы согласно роду сил Войска Литовского |
| ---------------------------------------------------------------------- | ---------------------------------------------------------------------- | ---------------------------------------------------------------------- | ---------------------------------------------------------------------- |
|                                                                        |                                                                        |                                                                        |                                                                        |
| Общевойсковой                                                          | Сухопутные силы                                                        | Военно-воздушные силы                                                  | Военно-морские силы                                                    |

| Повседневно-полевые головные уборы согласно роду войск Войска Литовского | Повседневно-полевые головные уборы согласно роду войск Войска Литовского | Повседневно-полевые головные уборы согласно роду войск Войска Литовского | Повседневно-полевые головные уборы согласно роду войск Войска Литовского | Повседневно-полевые головные уборы согласно роду войск Войска Литовского | Повседневно-полевые головные уборы согласно роду войск Войска Литовского | Повседневно-полевые головные уборы согласно роду войск Войска Литовского |
| ------------------------------------------------------------------------ | ------------------------------------------------------------------------ | ------------------------------------------------------------------------ | ------------------------------------------------------------------------ | ------------------------------------------------------------------------ | ------------------------------------------------------------------------ | ------------------------------------------------------------------------ |
|                                                                          |                                                                          |                                                                          |                                                                          |                                                                          |                                                                          |                                                                          |
| Общевойсковой                                                            | Пехота (прим. пбр «Железный волк»)                                       | Артиллерия (прим. пбр «Жемайтия»)                                        | Инженеры                                                                 | Добровольческие силы                                                     | Противовоздушная оборона                                                 | Морские фузилёры                                                         |
|                                                                          |                                                                          |                                                                          |                                                                          |                                                                          |                                                                          |                                                                          |
| Военная полиция                                                          | Служба боевых пловцов                                                    | Егери                                                                    | Служба особого назначения                                                | Командование логистики                                                   | Военно-медицинская служба                                                | Командование обучения и доктрин                                          |

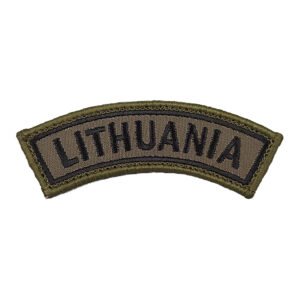
Нашивка на английском языке "Литва" для использования в международной среде.
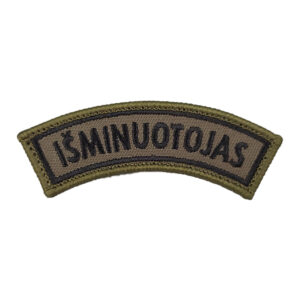
Нашивка специалиста-сапёра
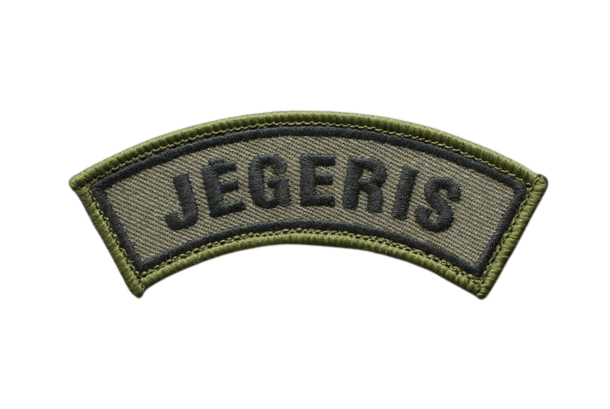
Нашивка егеря
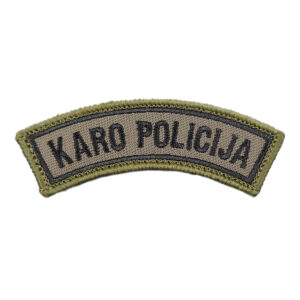
Нашивка военной полиции
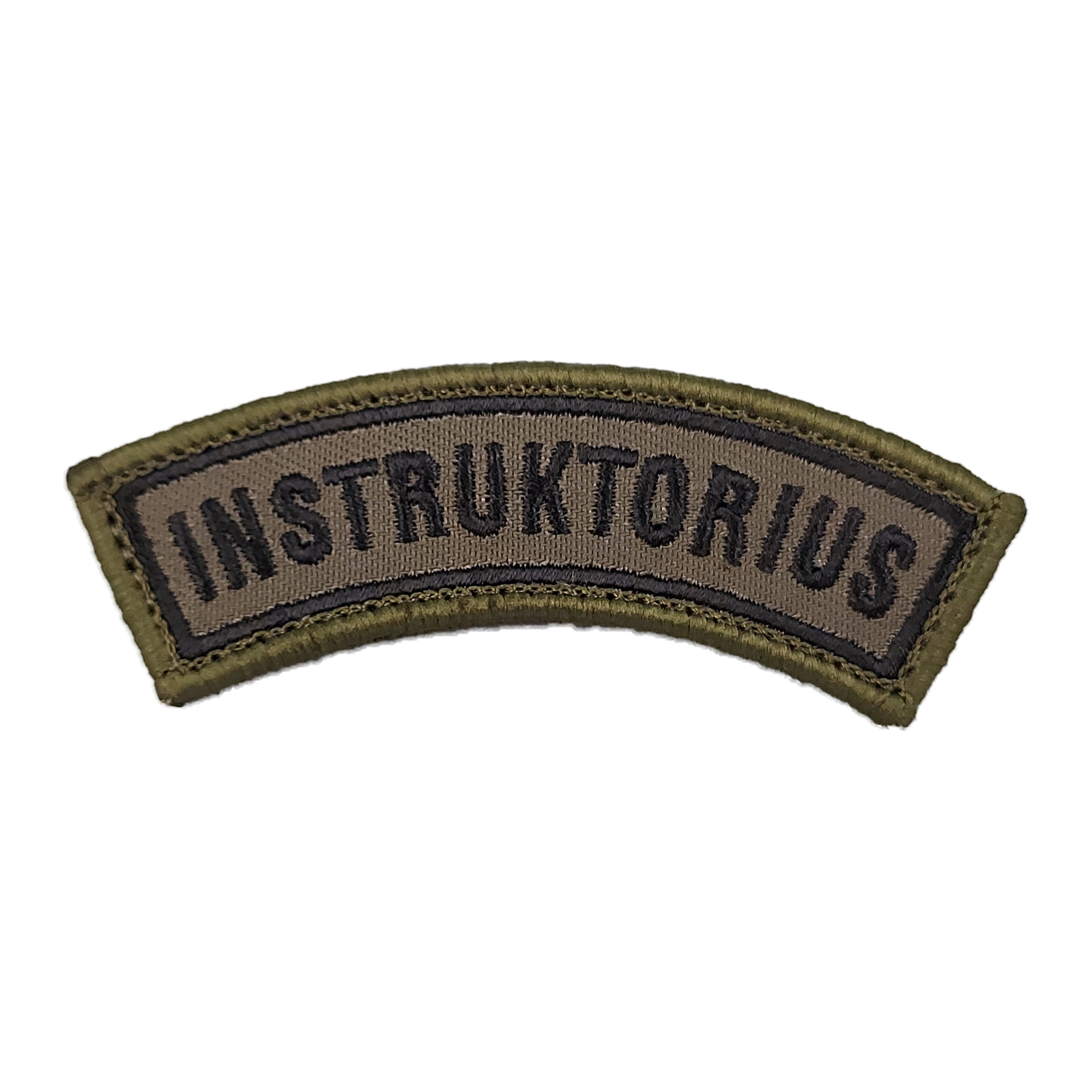
Нашивка инструктора
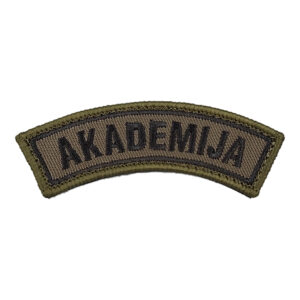
Нашивка юнкеров военной академии
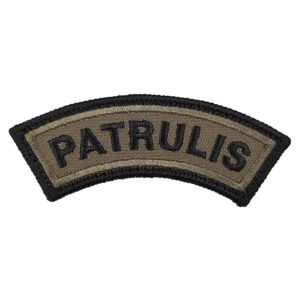
Нашивка курса патруля
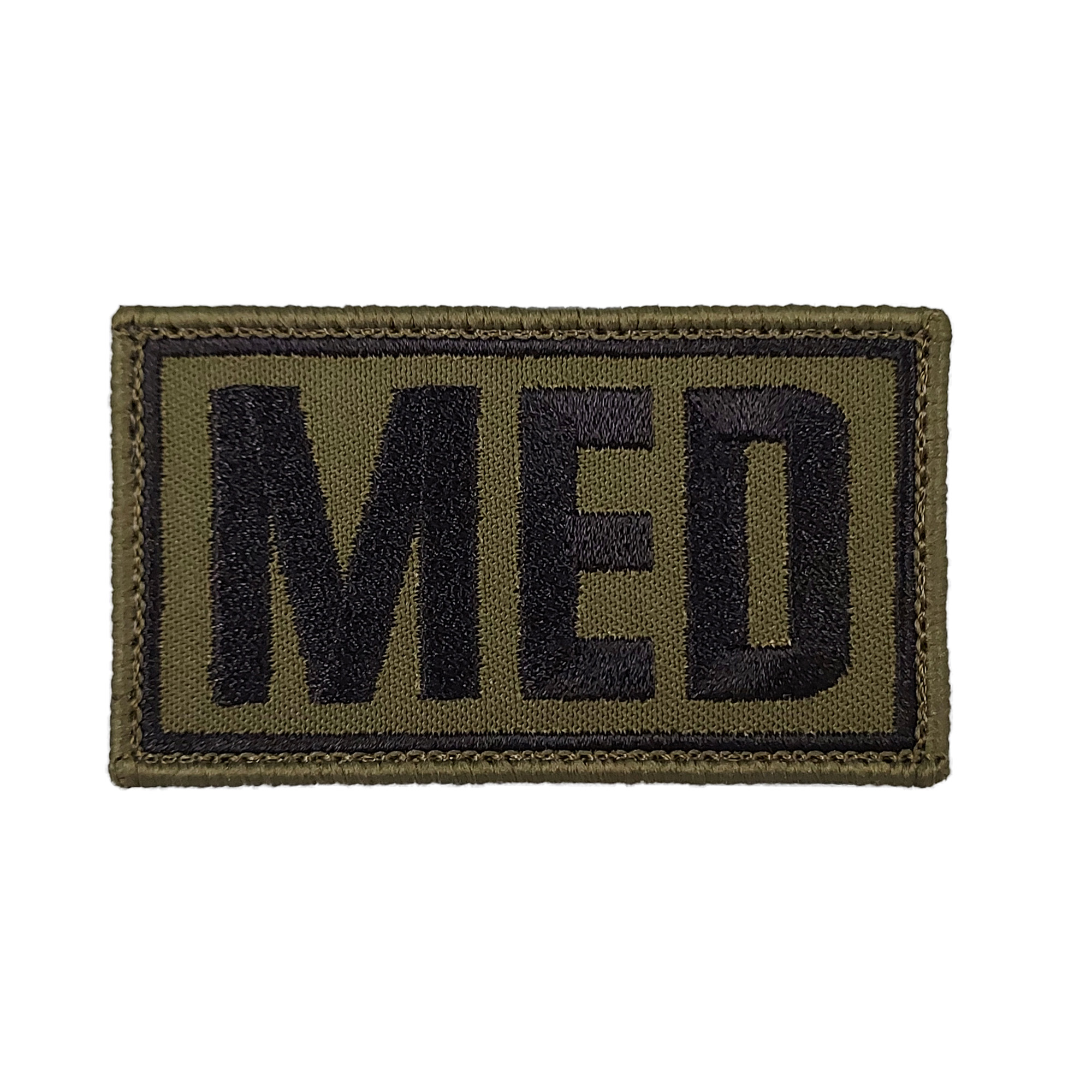
Полевая нашивка медика

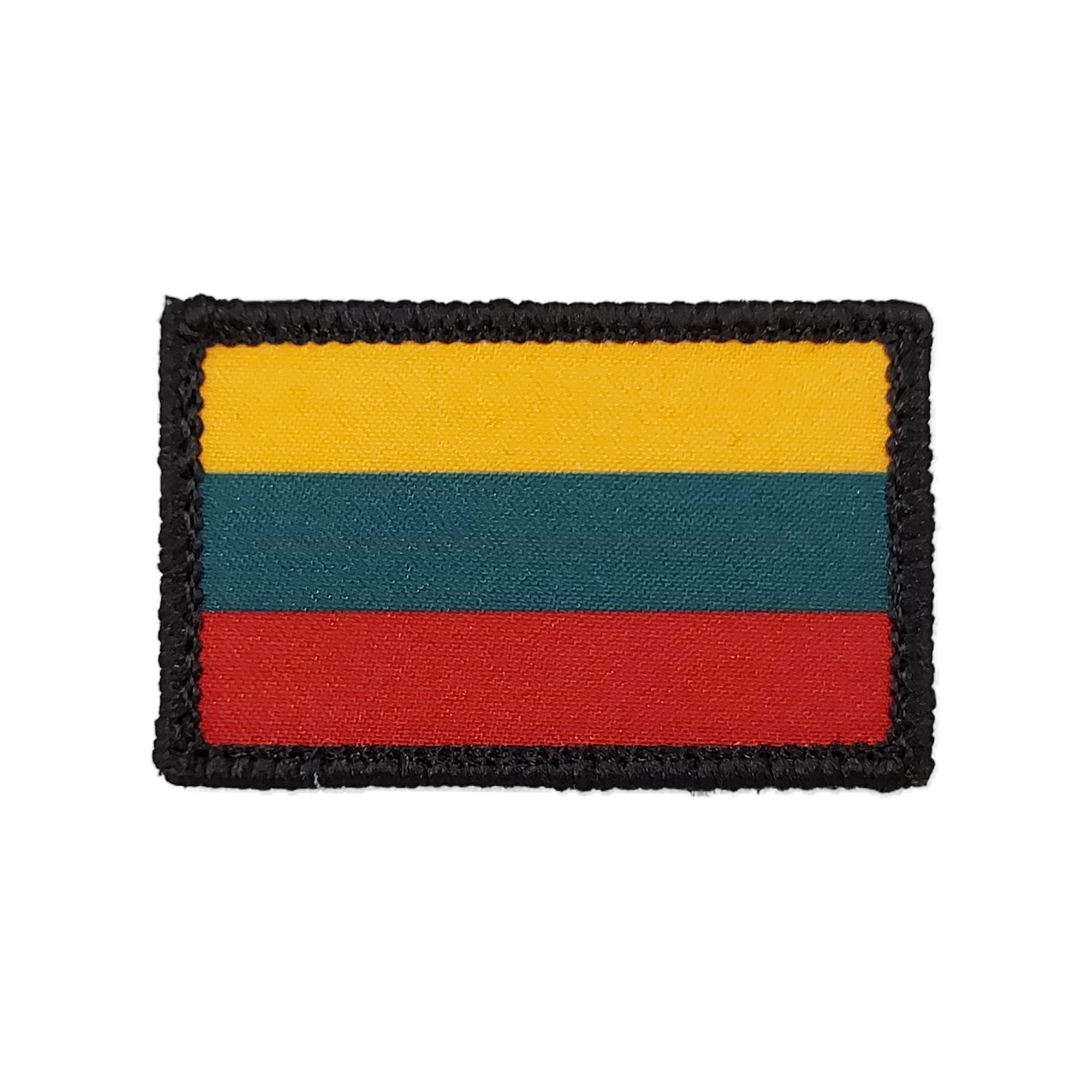
Нашивка на плечо с флагом Литвы
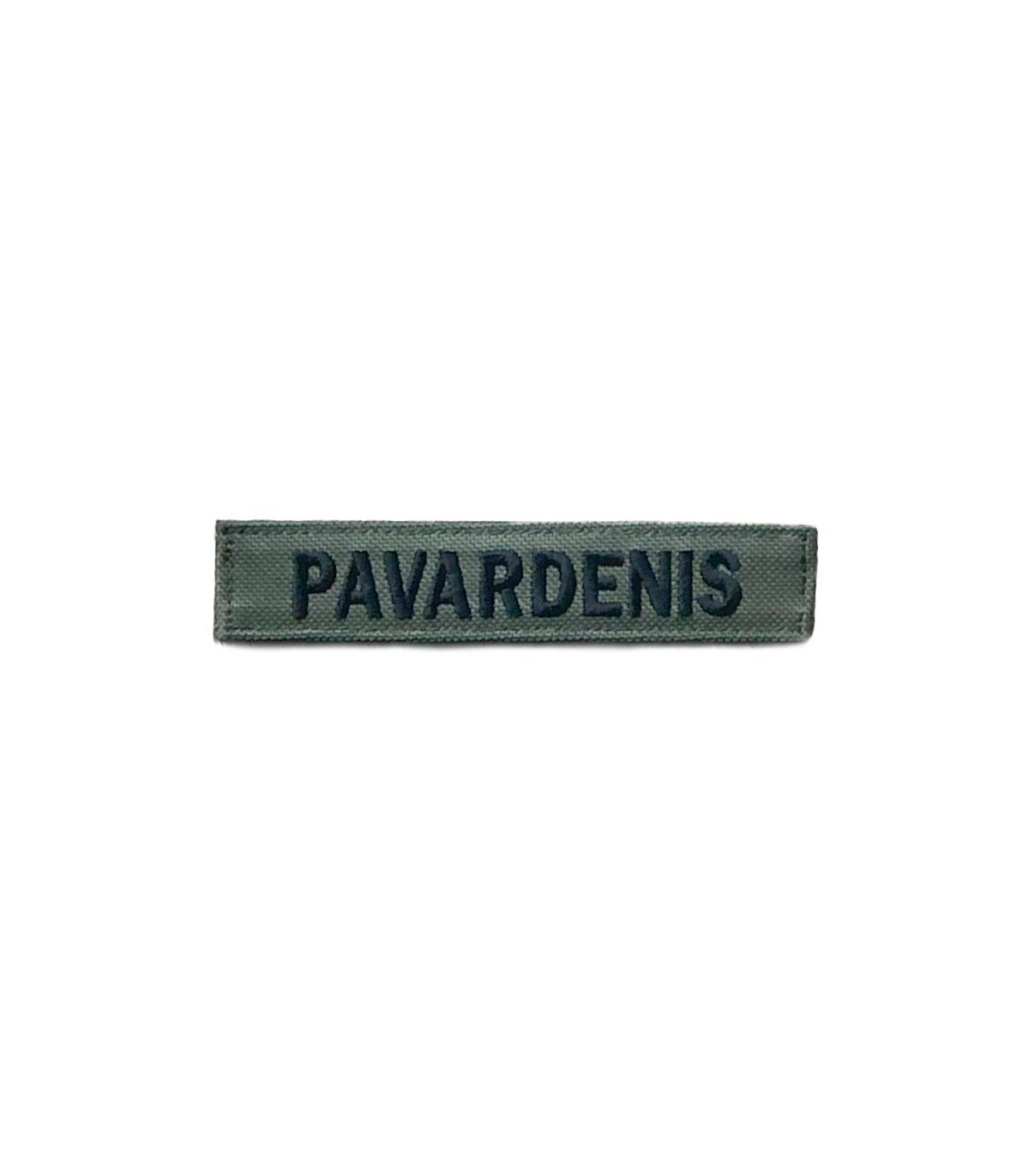
Нагрудная нашивка с фамилией военнослужащего

#### Квалификации

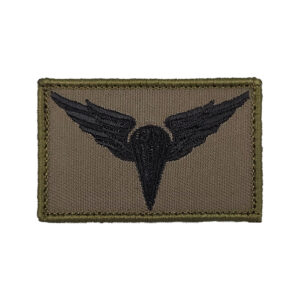
Нагрудная нашивка военного парашютиста
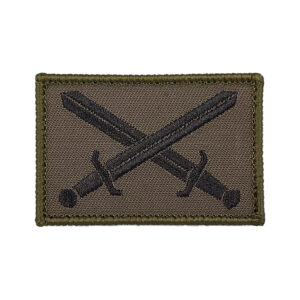
Нагрудная нашивка курса боевой подготовки добровольца
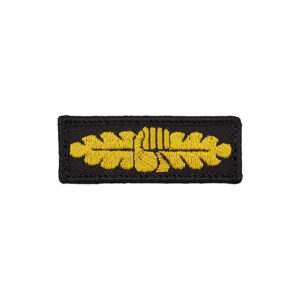
Нагрудная нашивка - золото (Курс физической подготовки)
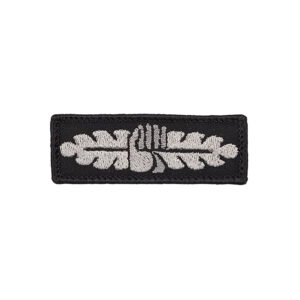
Нагрудная нашивка - серебро (Курс физической подготовки)

### Форменная одежда
Форменная одежда в войсках разделена на следующие категории:

#### Полевая униформа

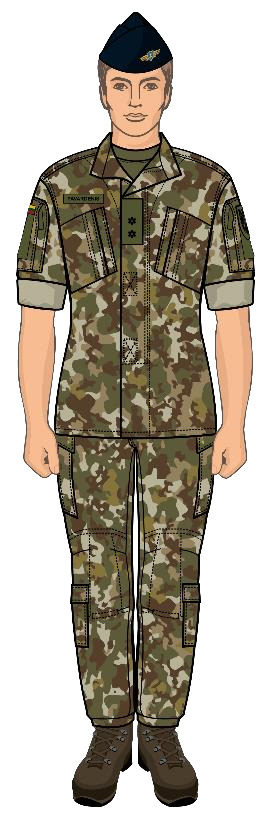
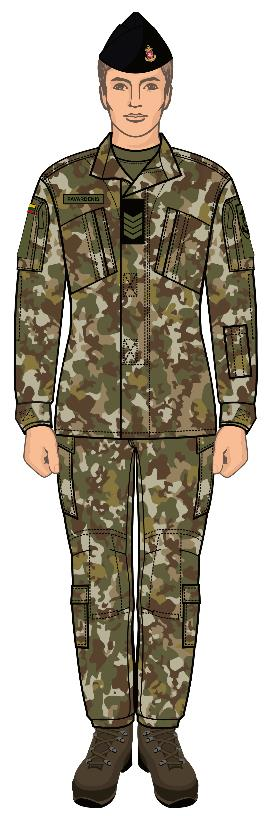
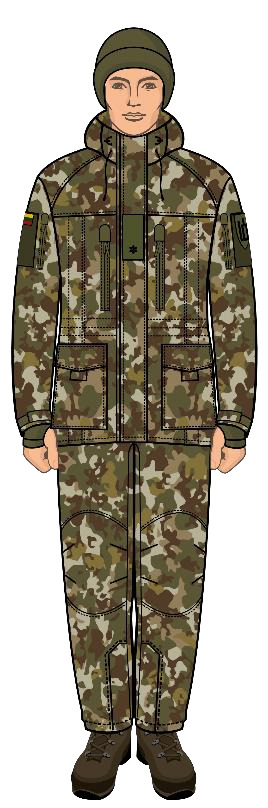
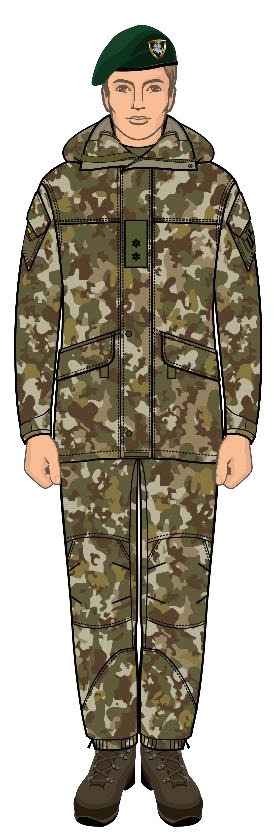
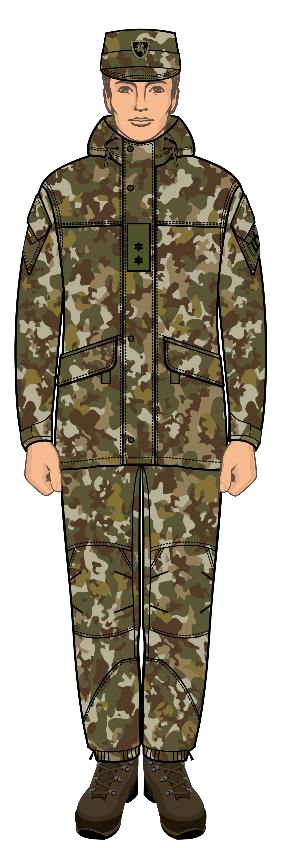
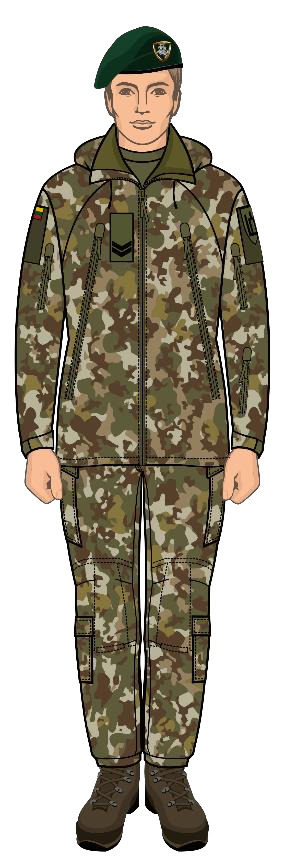
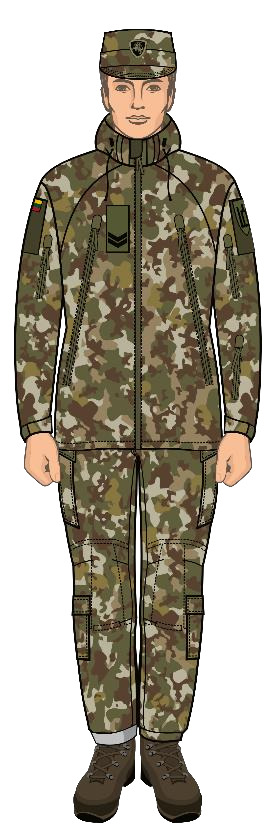
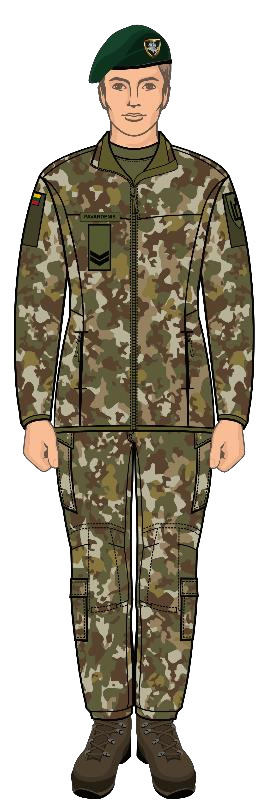
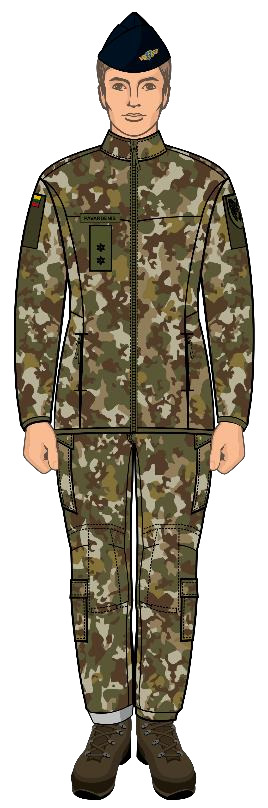
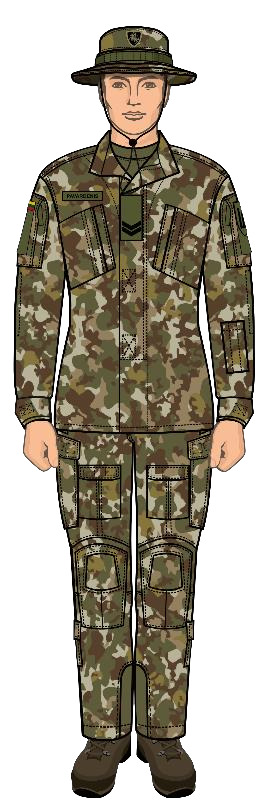
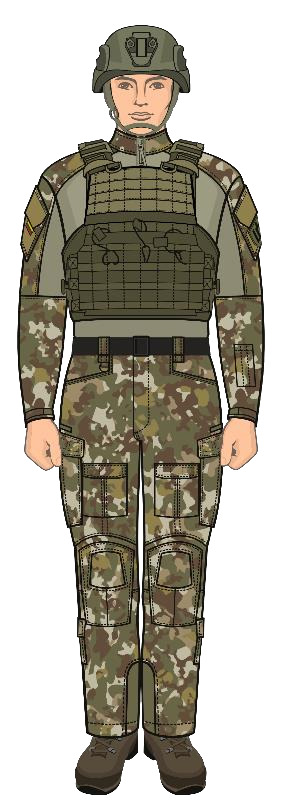

Используется Сухопутными силами, ВВС и морской пехотой ВМС, Союзом Стрелков и ведомствами Министерства национальной обороны. Выполнена в цветах универсального рисунка M2011, реже встречаются варианты старой лесной раскраски M05 чаще всего у резервистов.

#### Униформа лётного персонала
Утилитарная форма одежды для военных лётчиков и обслуживающего персонала ВВС.

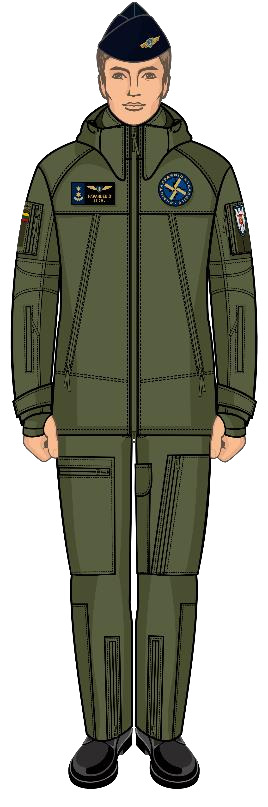
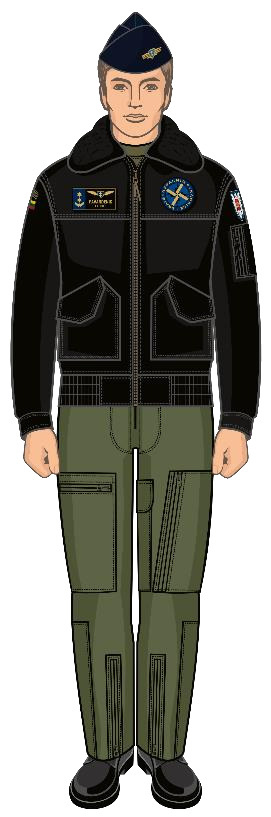
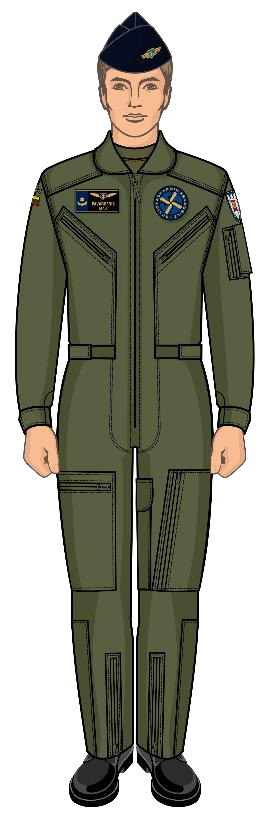
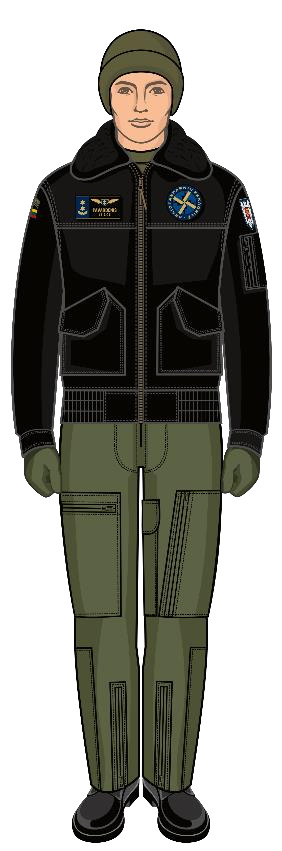
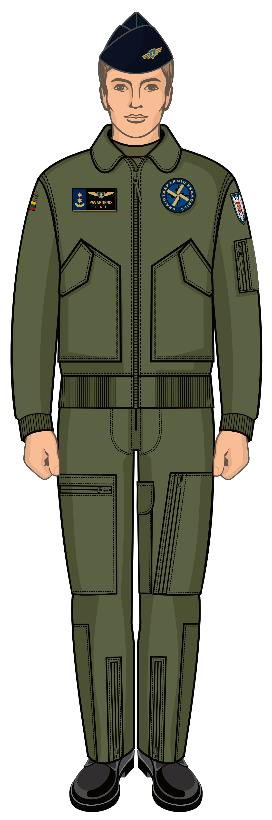
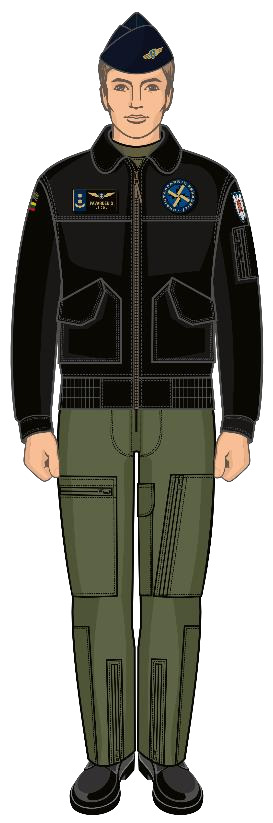

#### Повседневная униформа

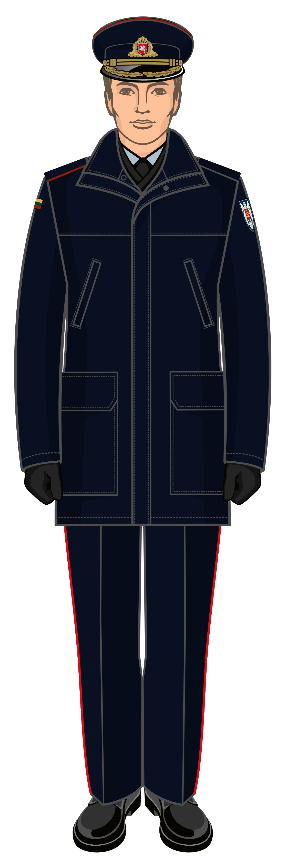
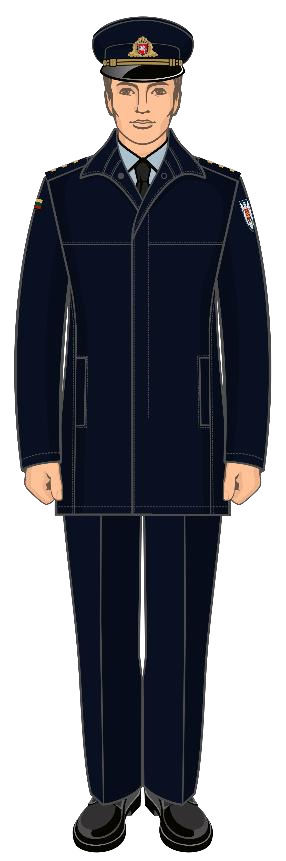
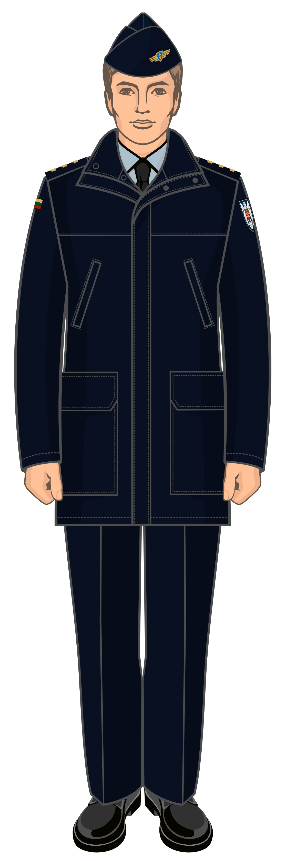
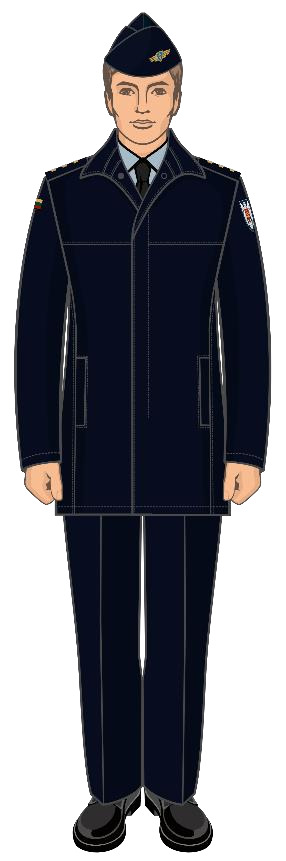
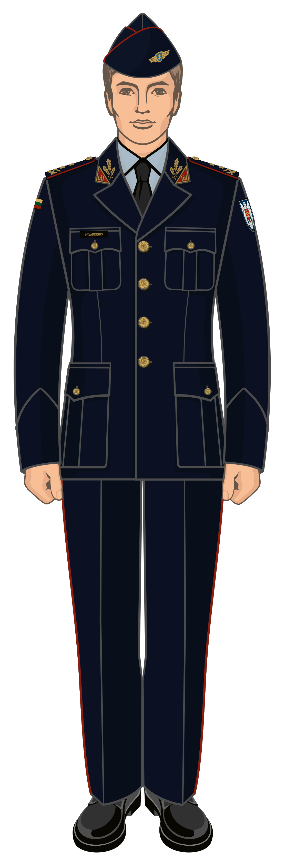
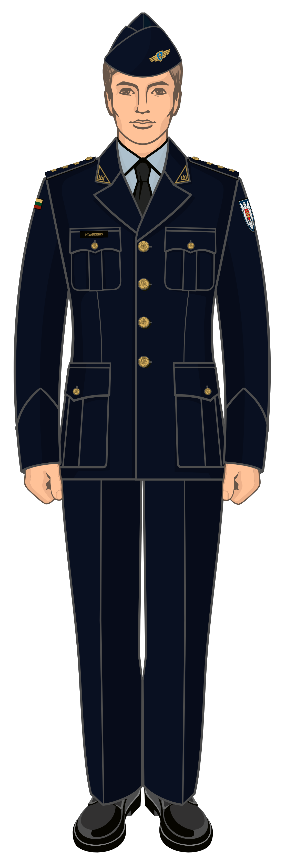
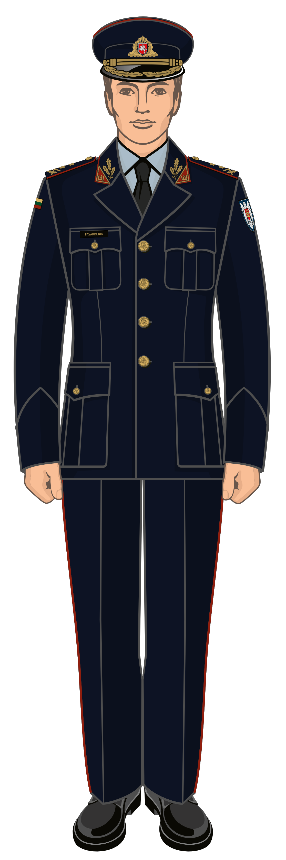
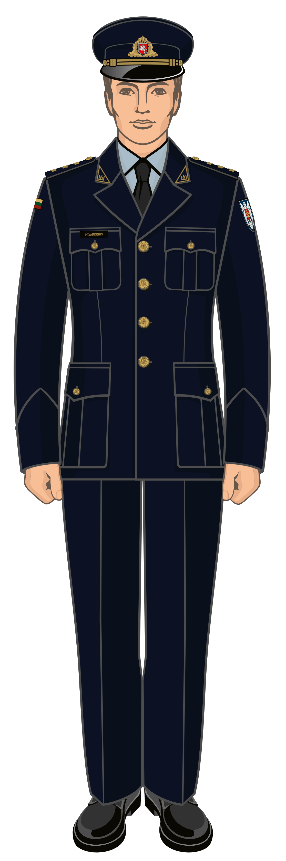
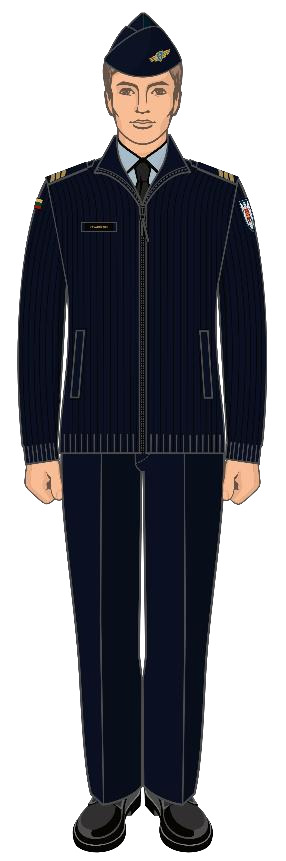
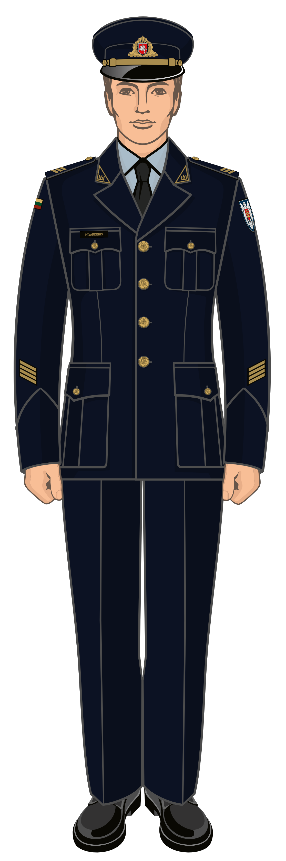
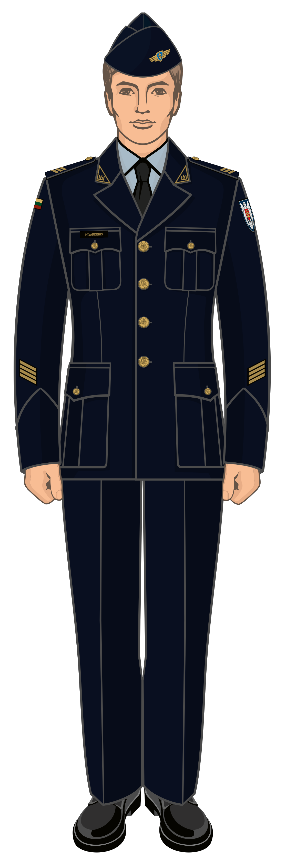
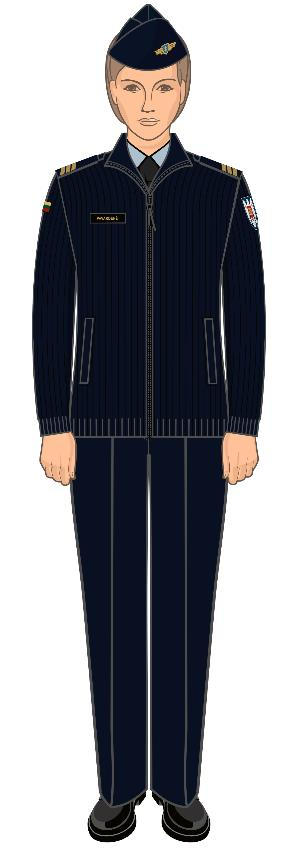
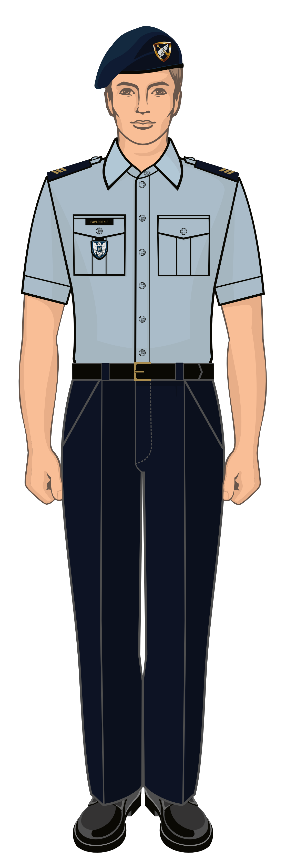
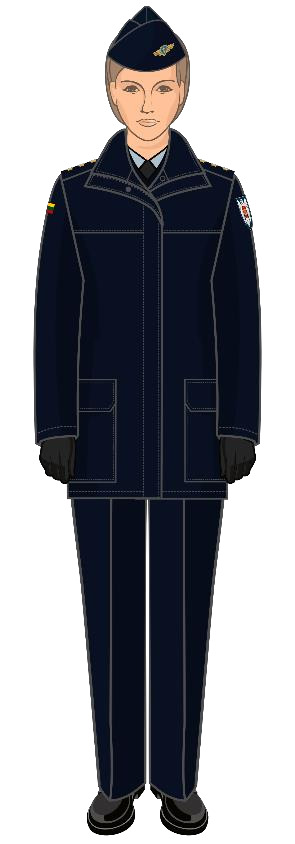
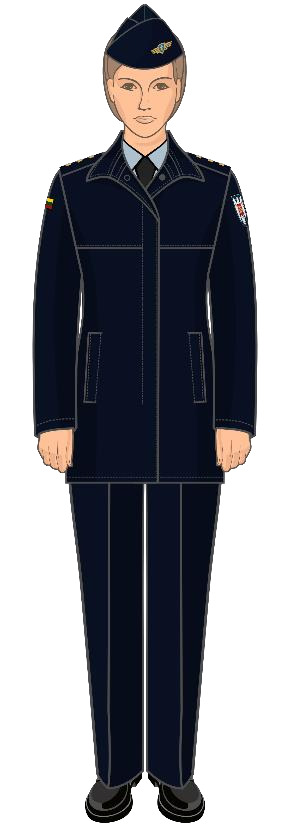
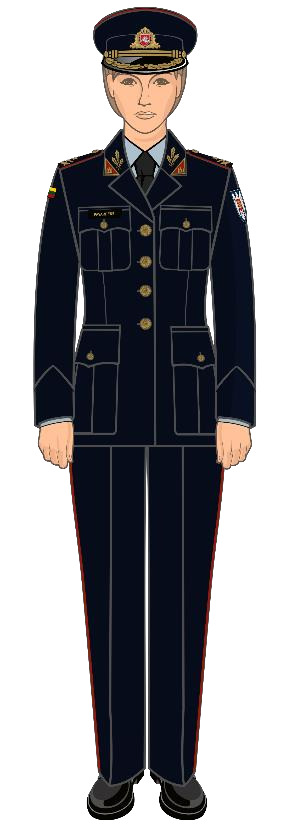
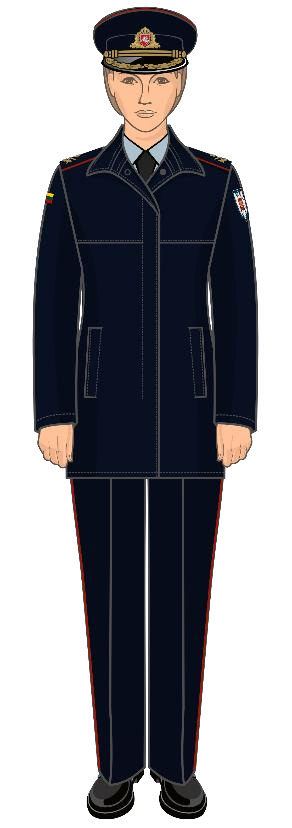
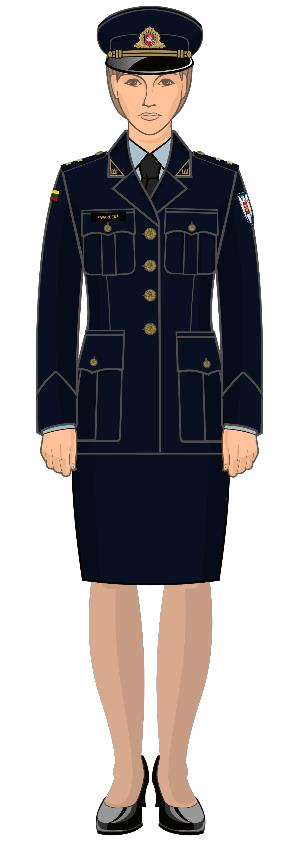
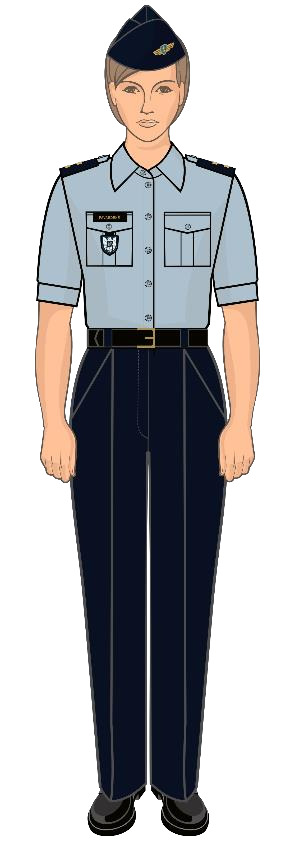
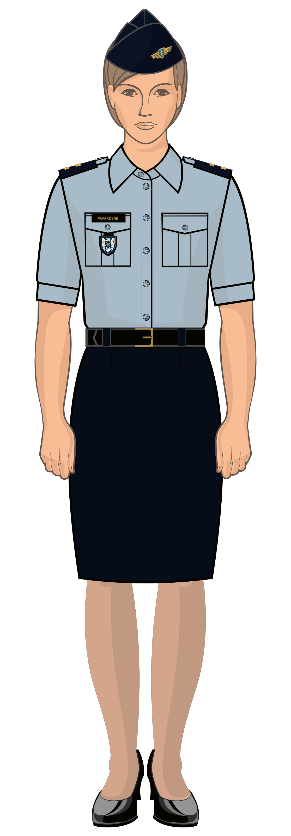

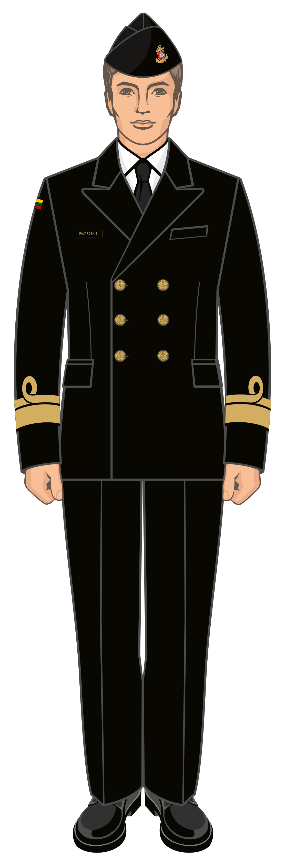
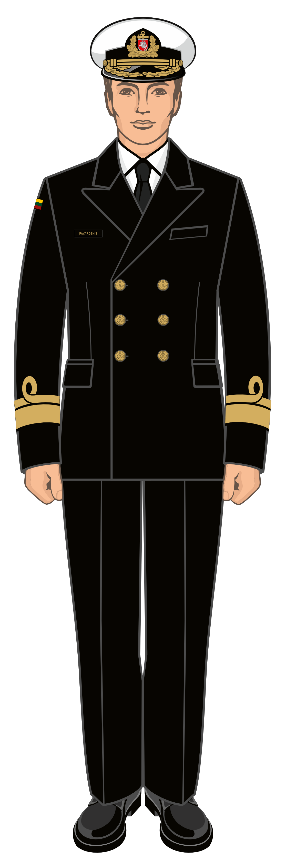
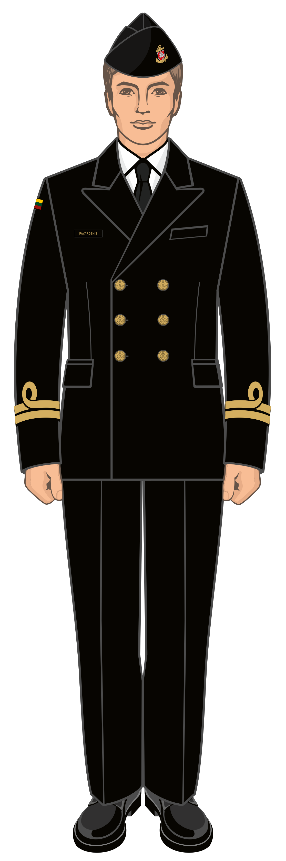
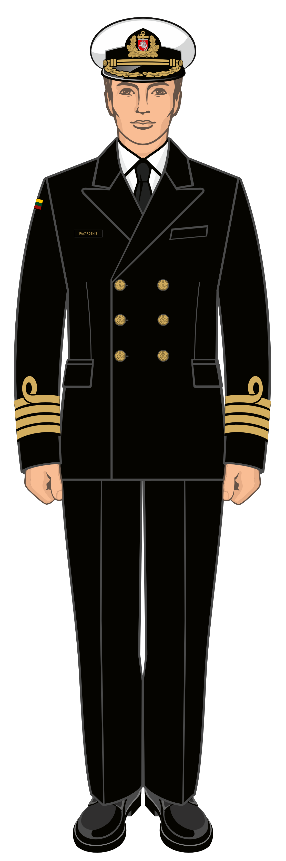
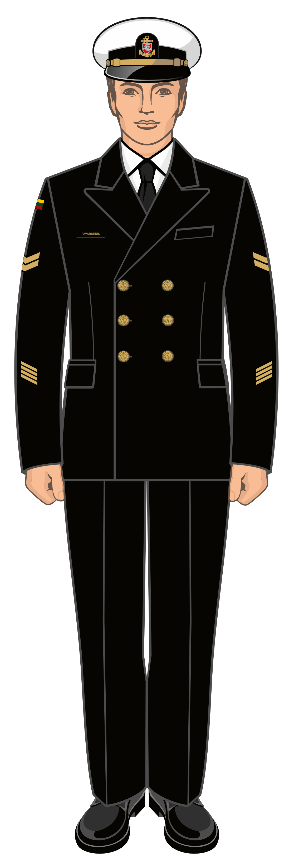
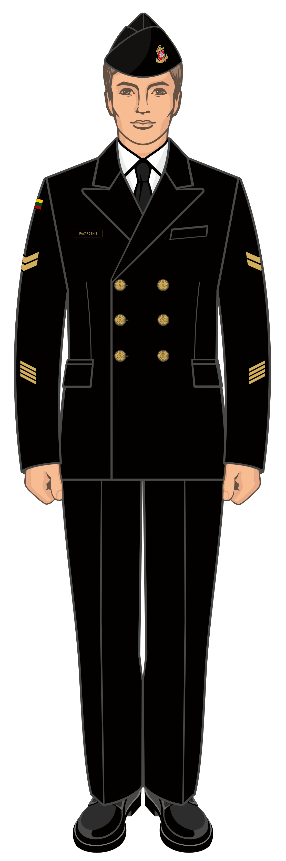
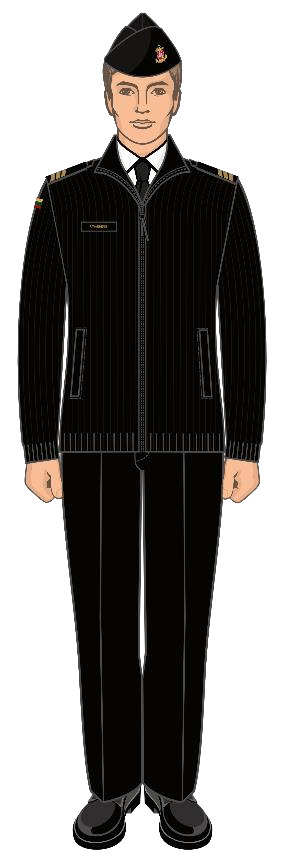
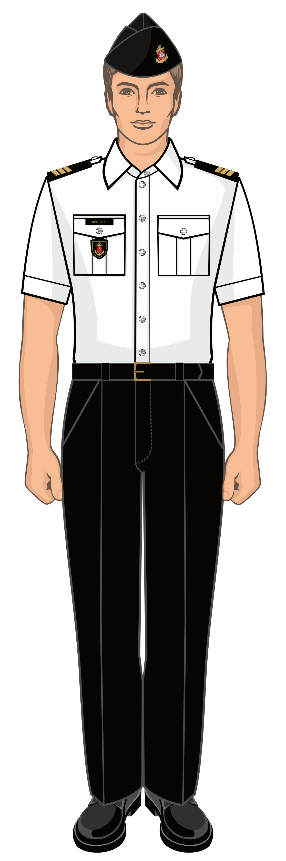
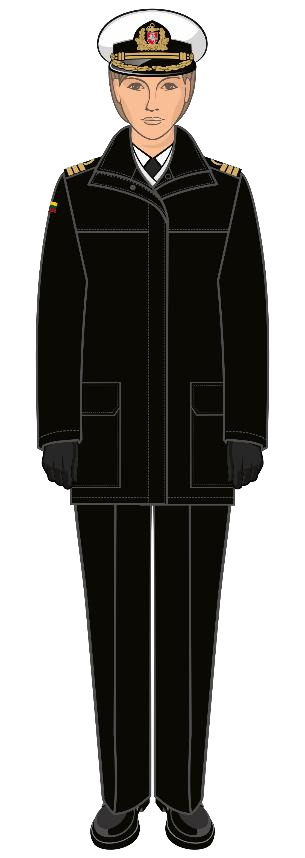
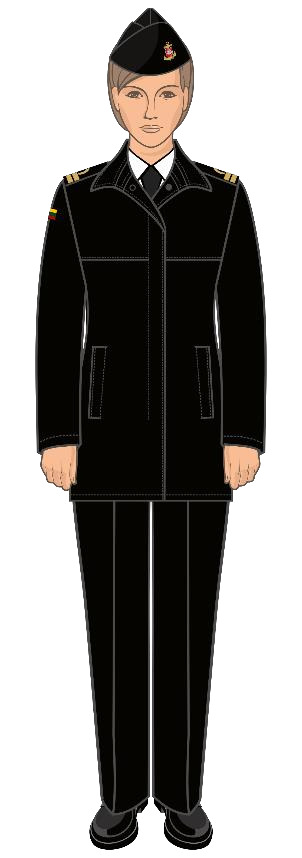
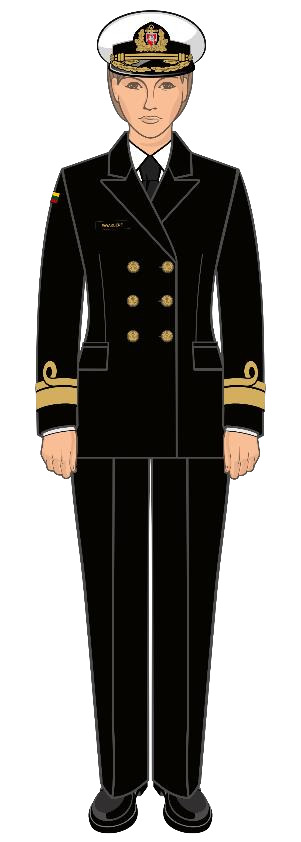
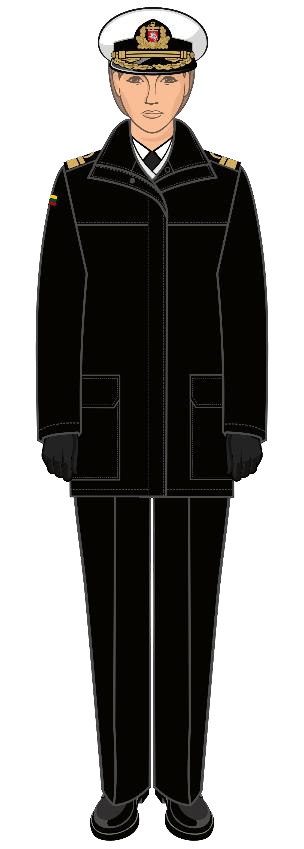
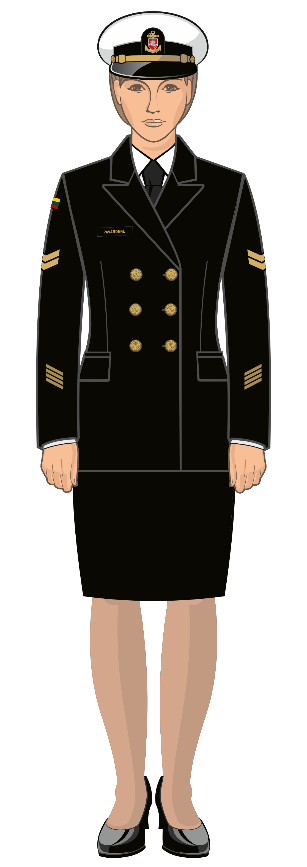
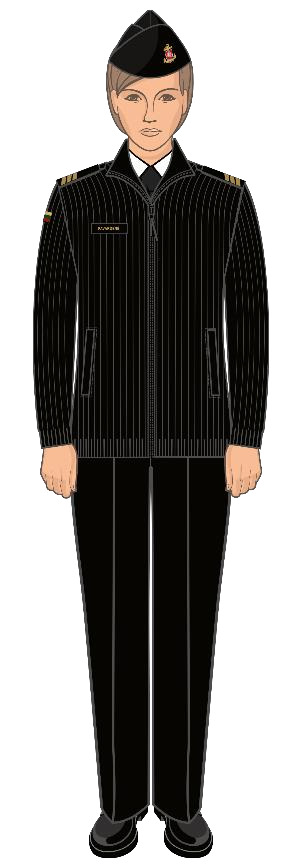
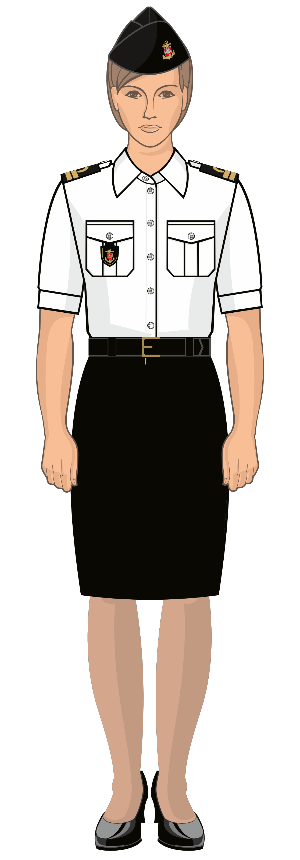
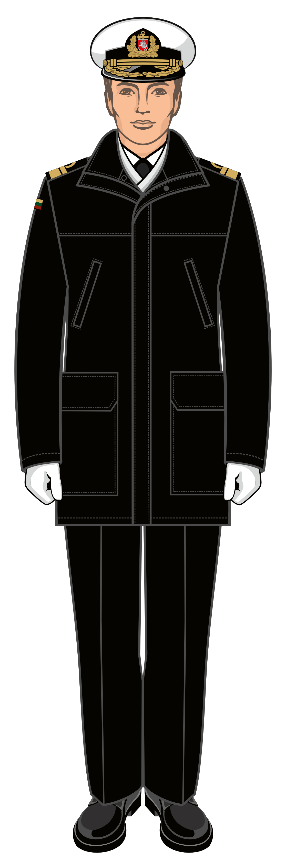
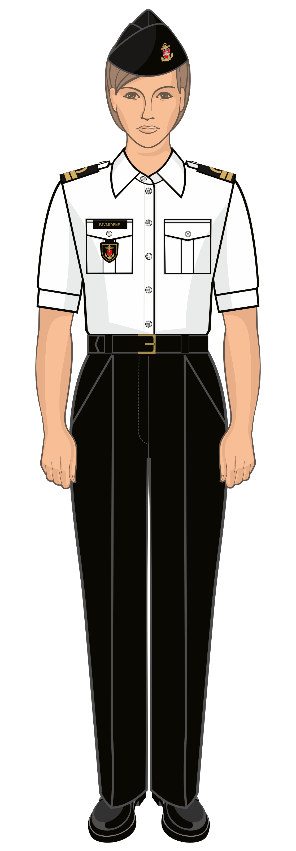
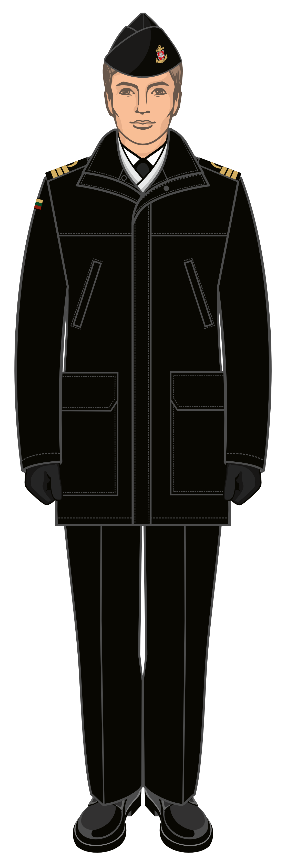
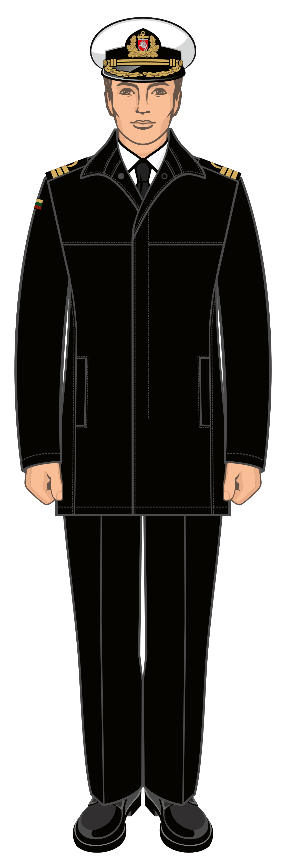
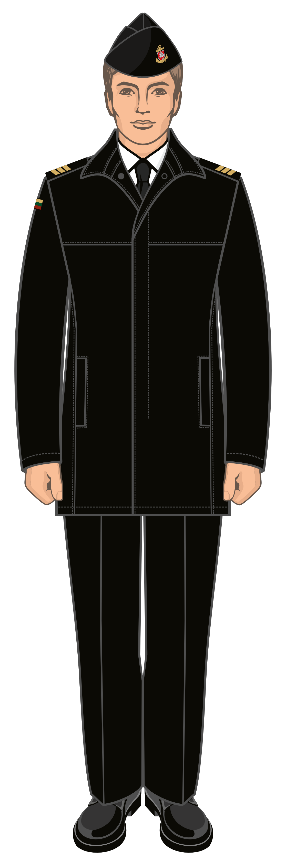

Повседневная форма (офисная) одежды военнослужащих профессиональной службы

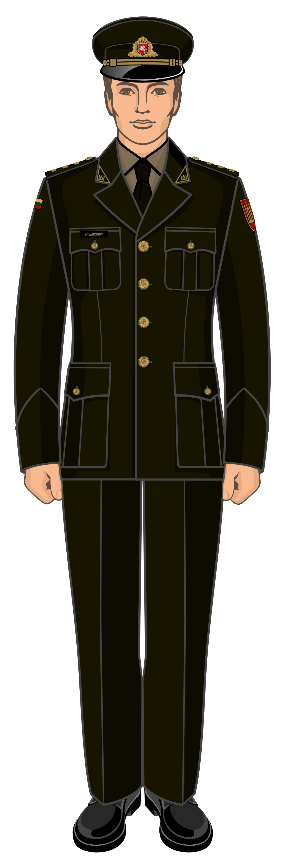
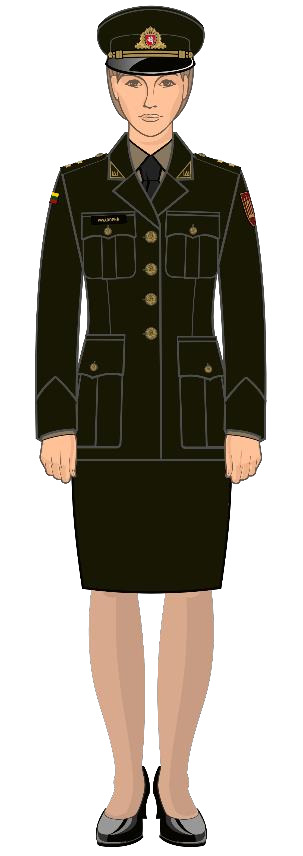
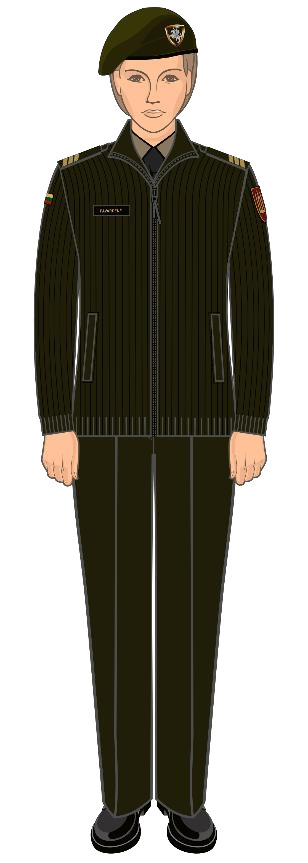
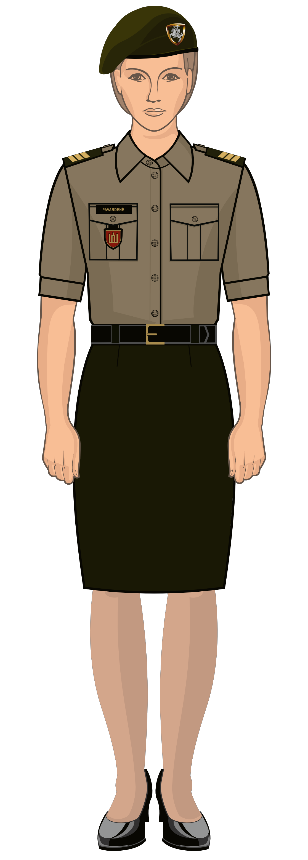
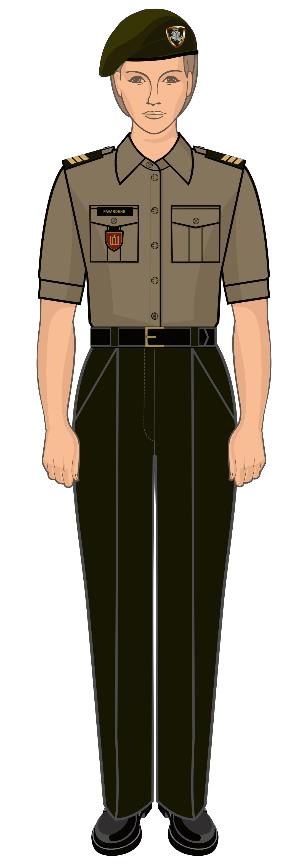
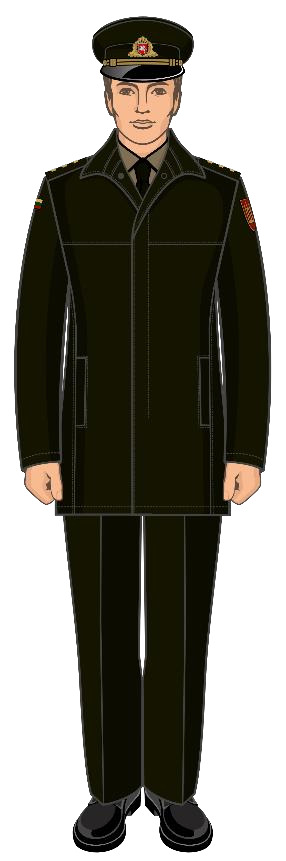
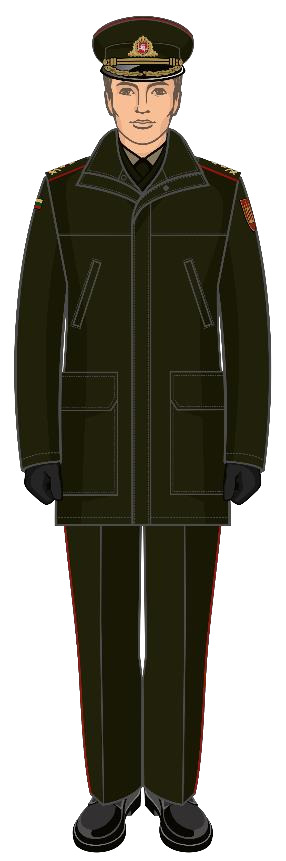
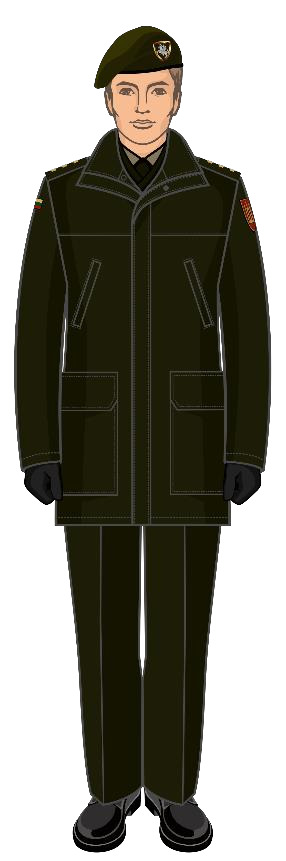
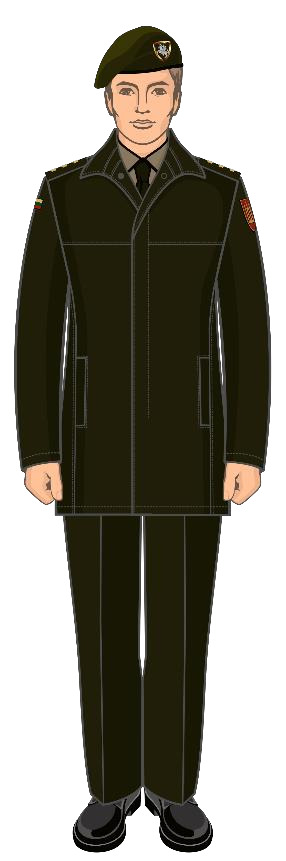
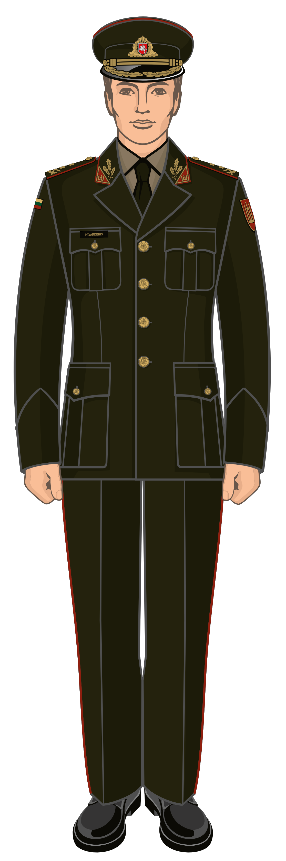
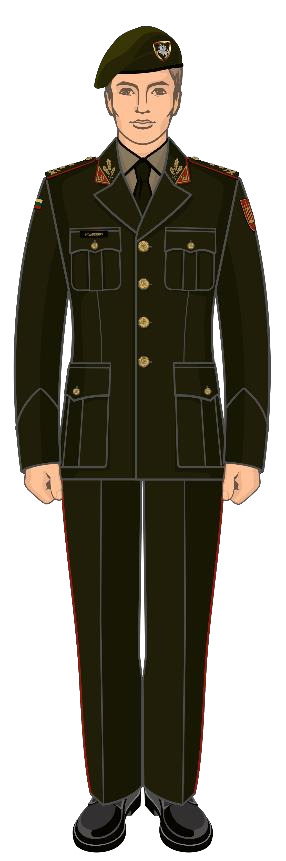
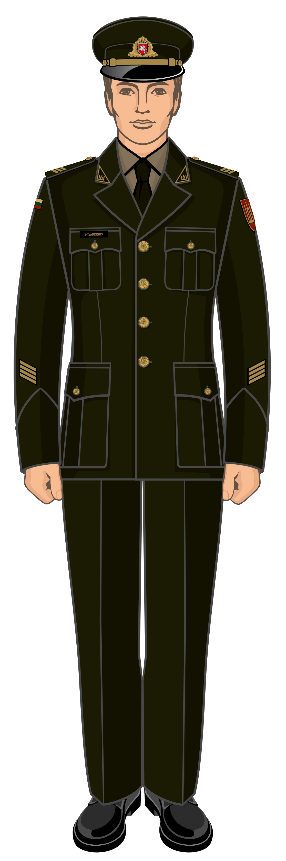
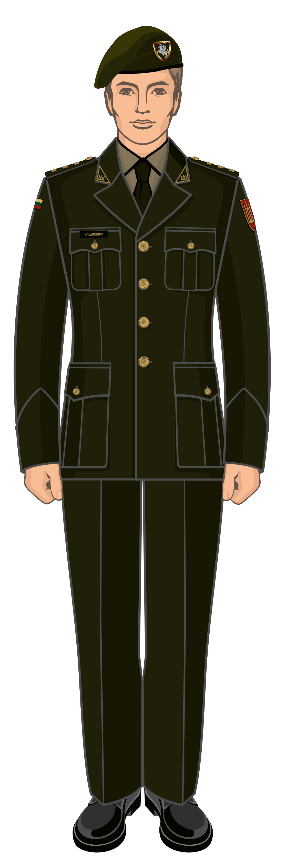
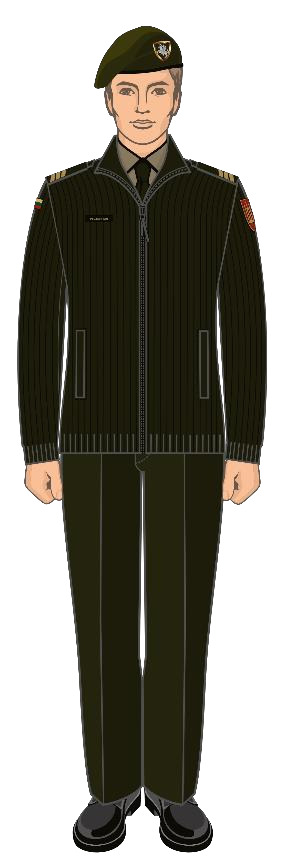
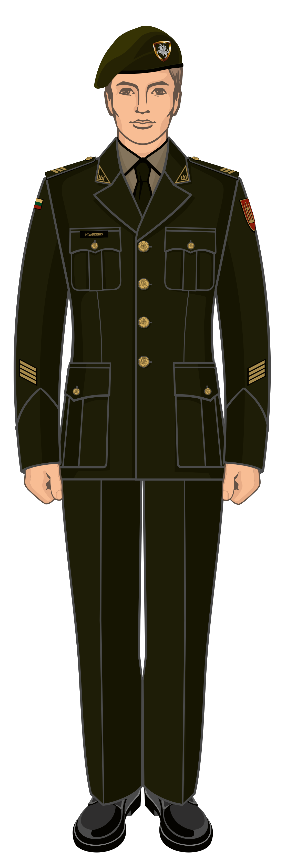
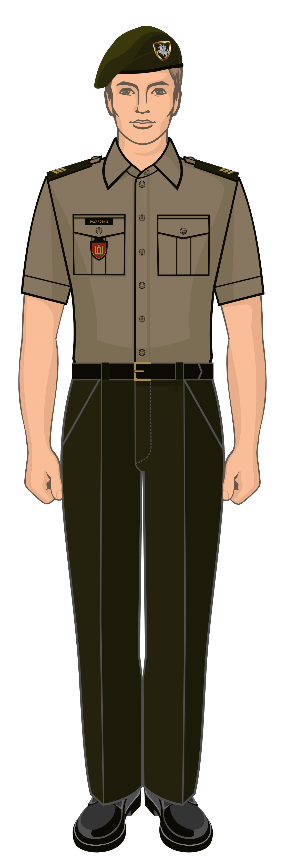
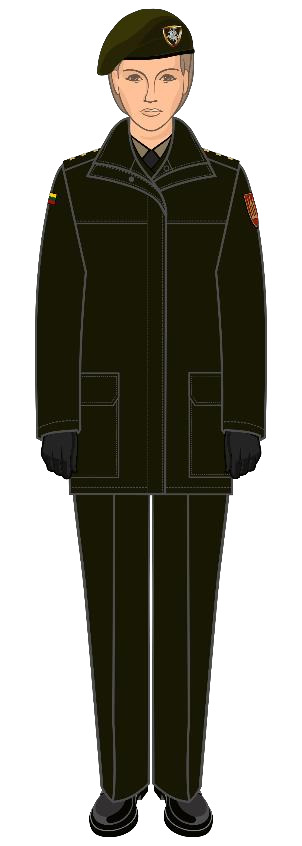
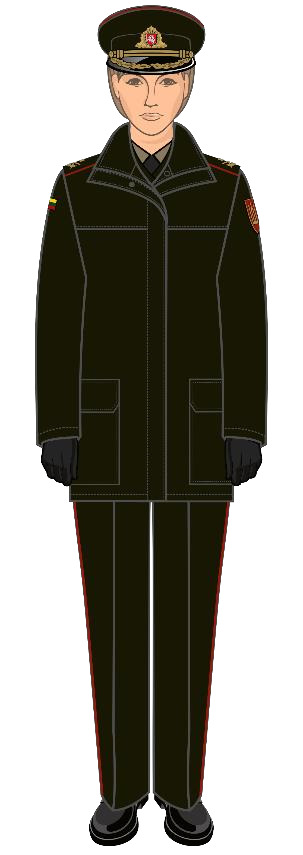
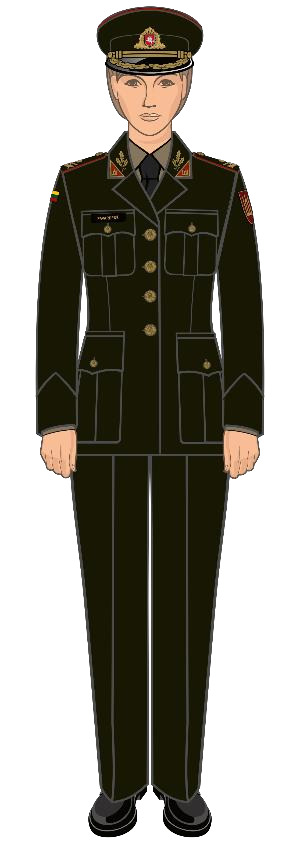
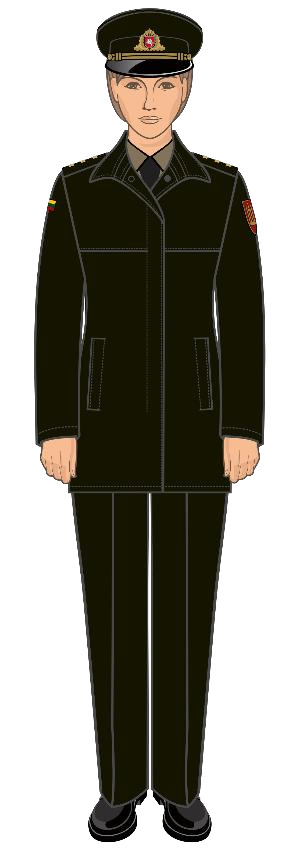

#### Церемониальная униформа

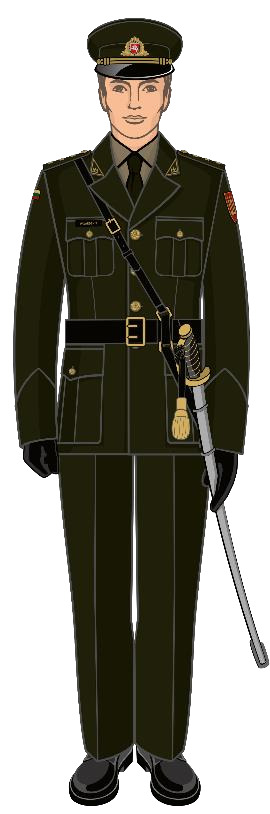
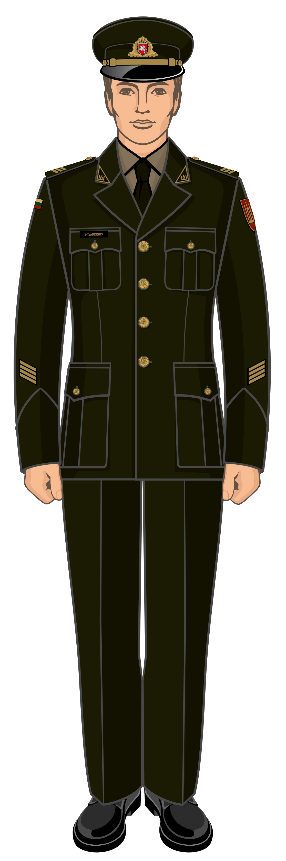
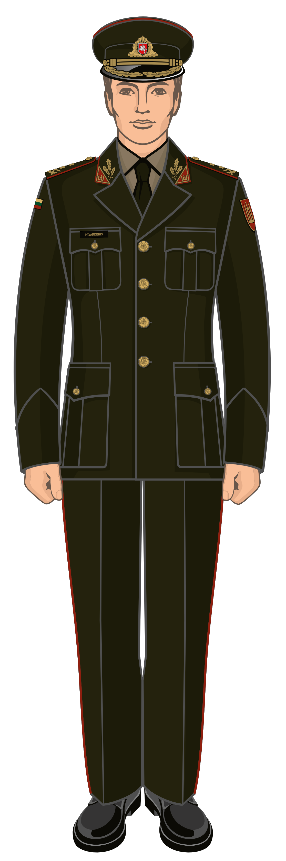
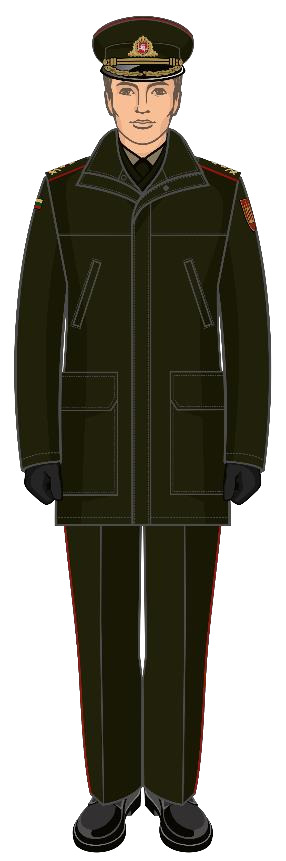
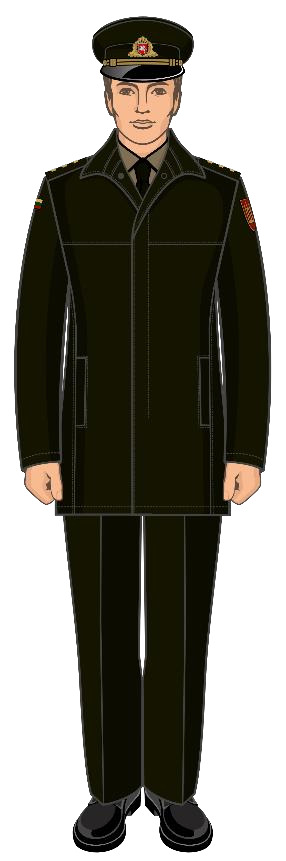
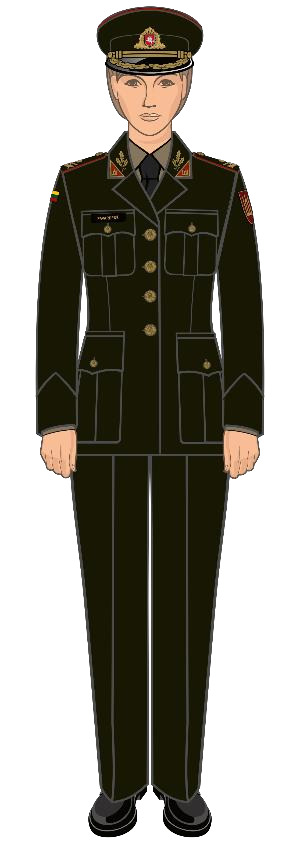
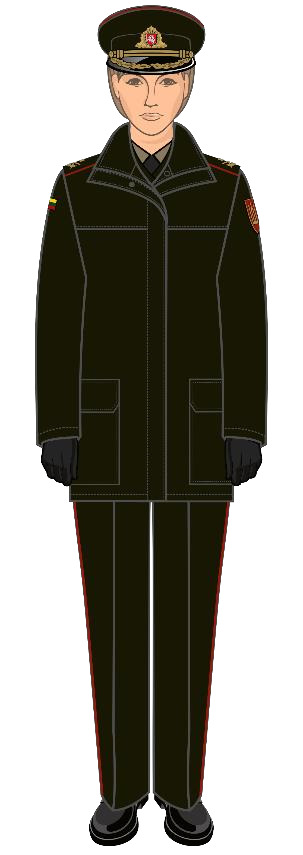
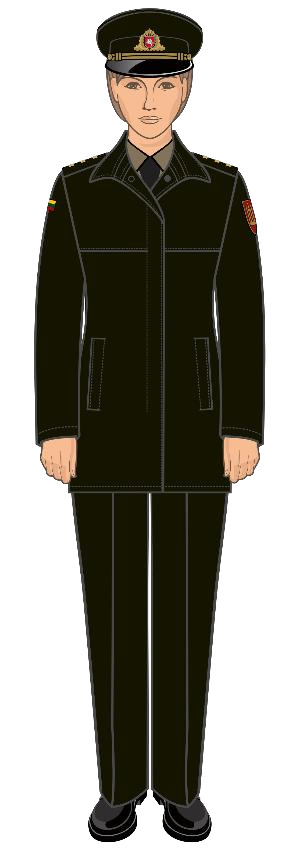
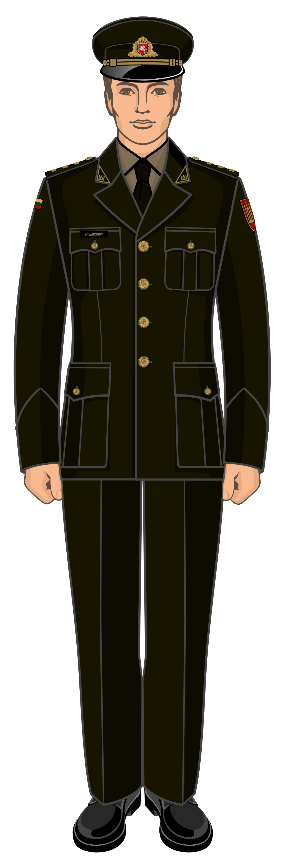
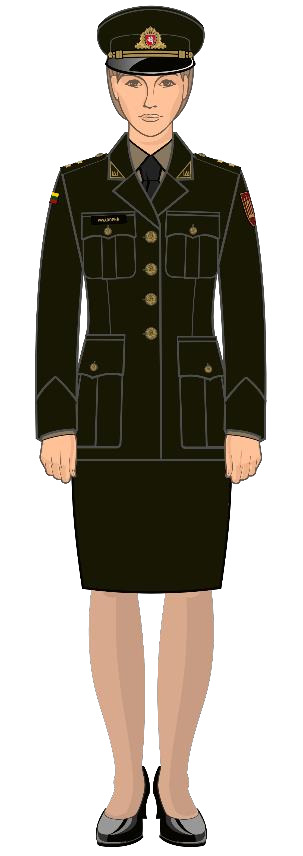

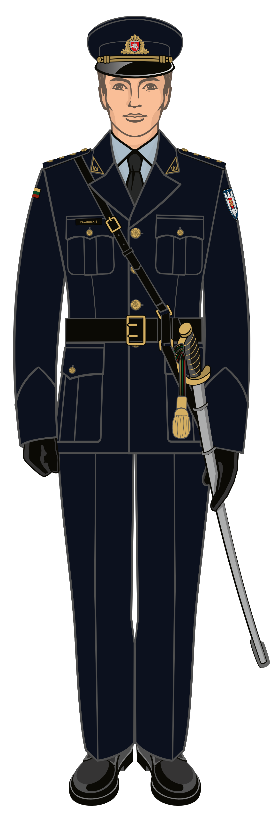
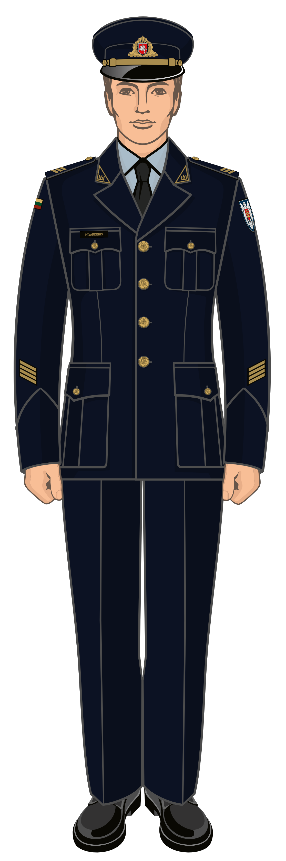
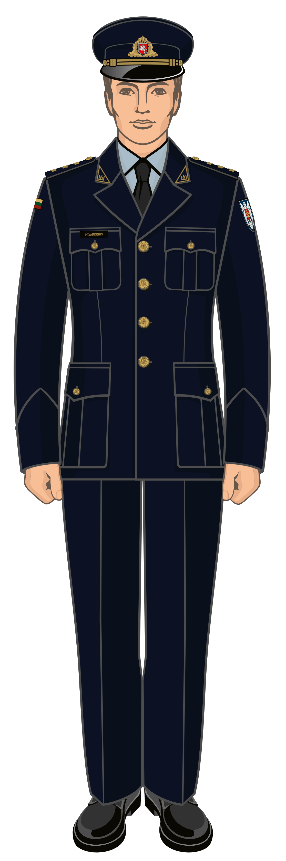
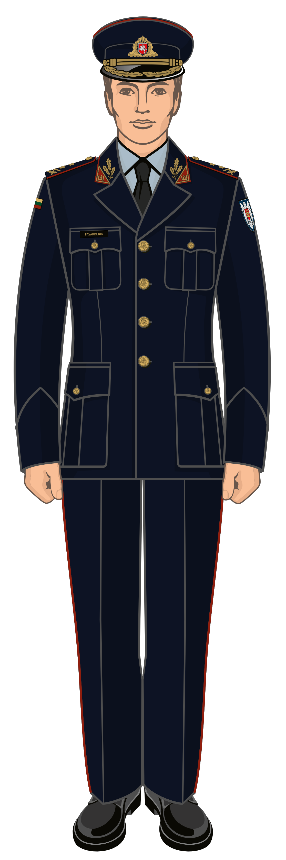
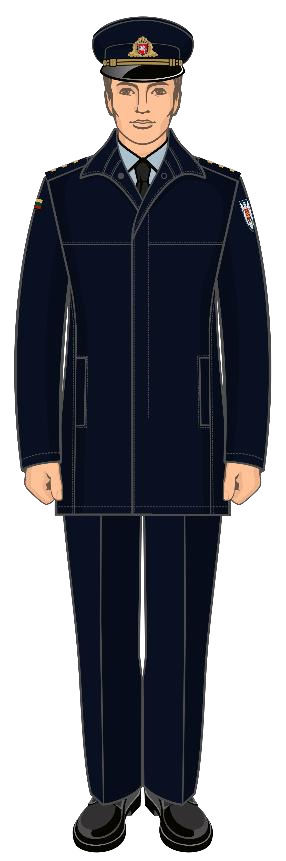
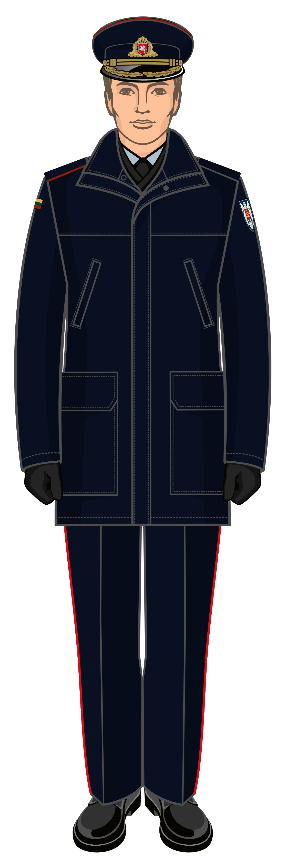
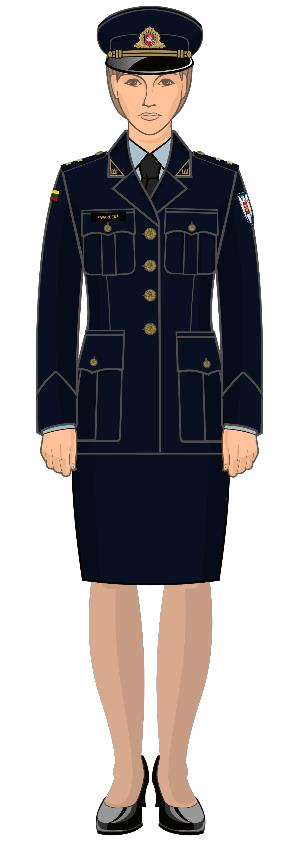
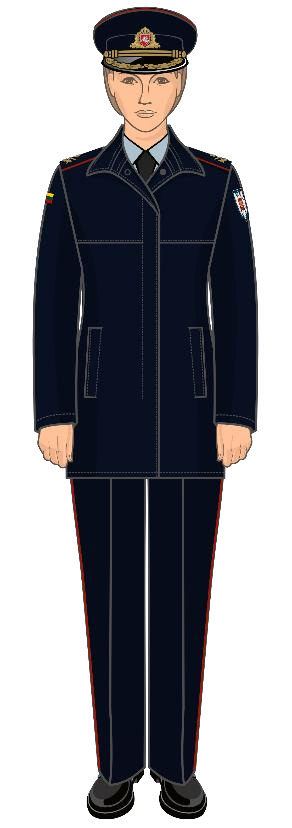
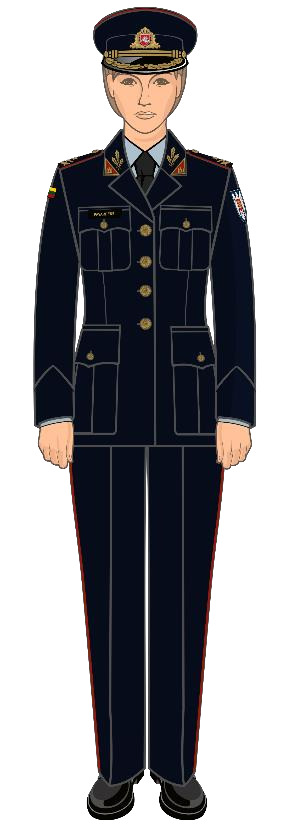

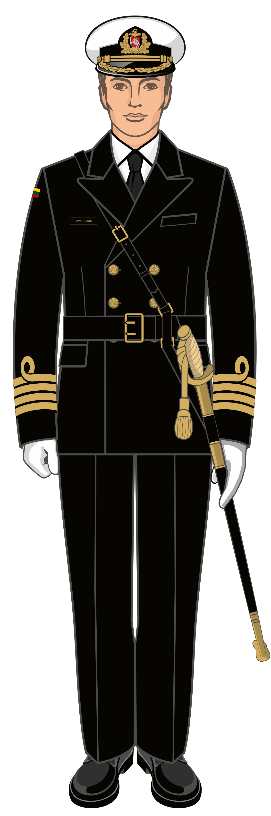
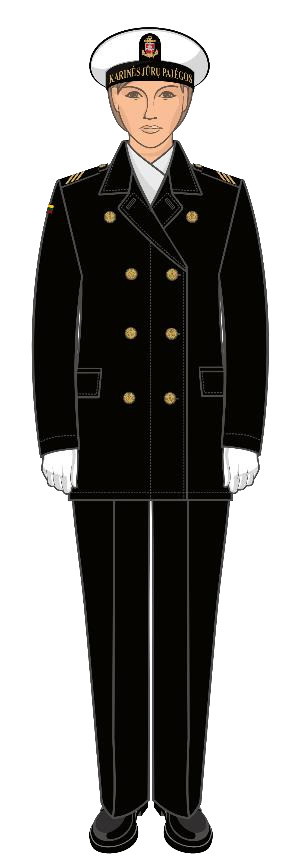
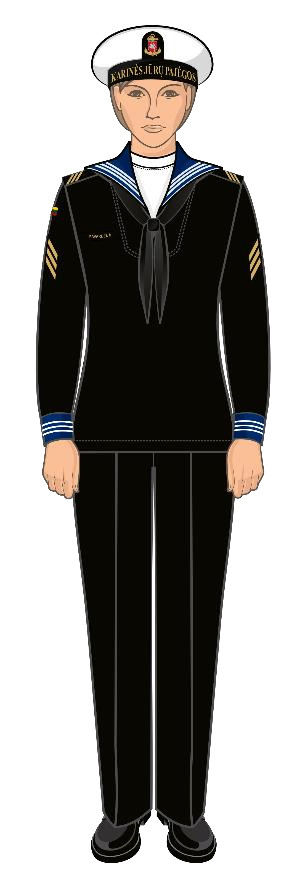
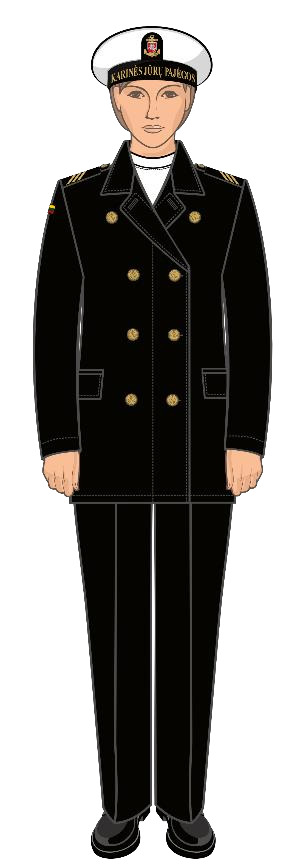
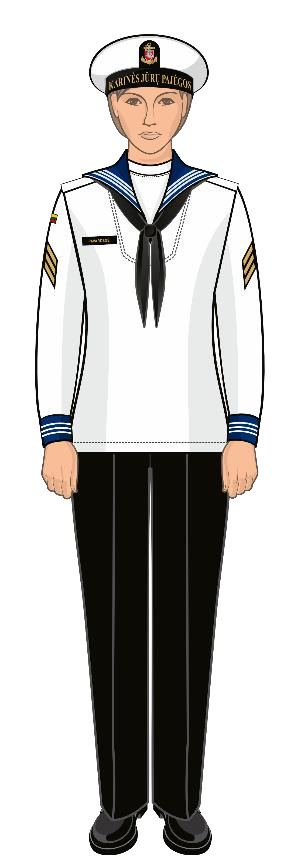
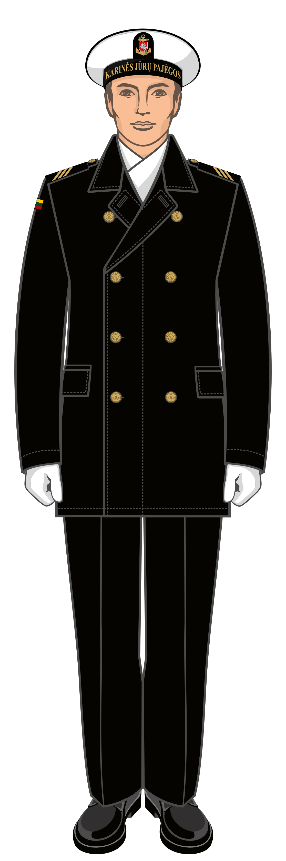
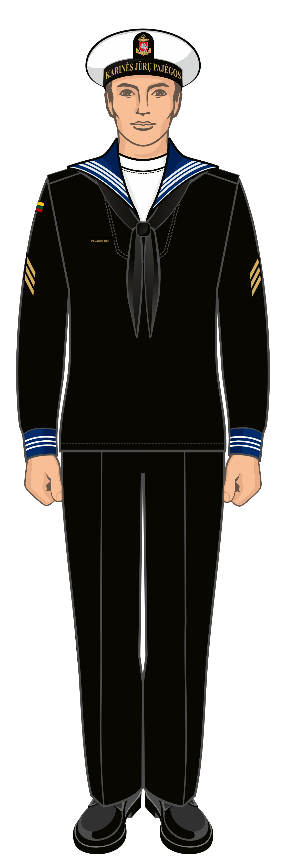
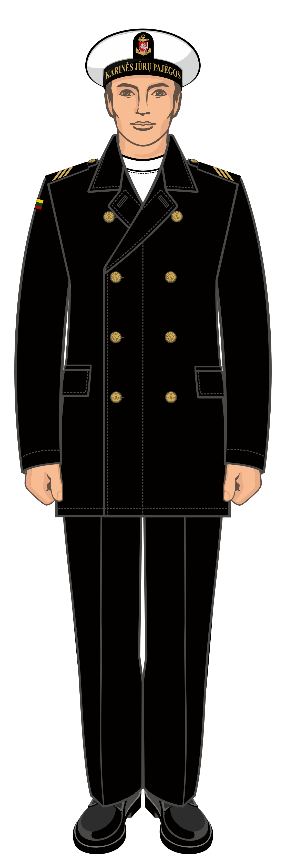
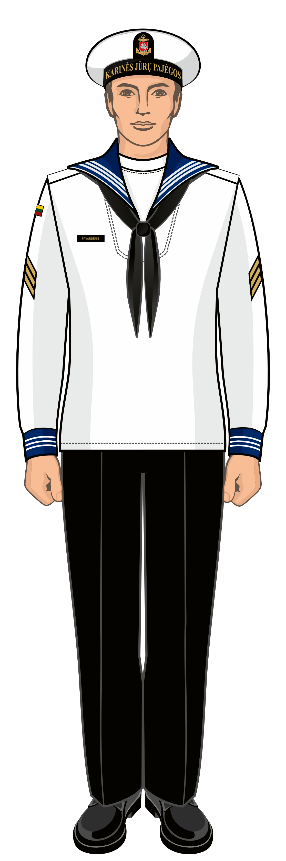
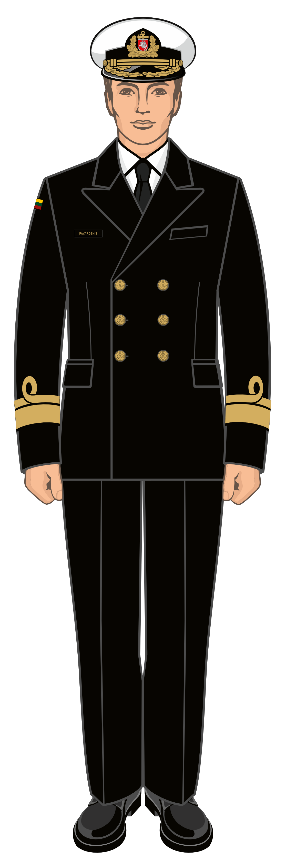
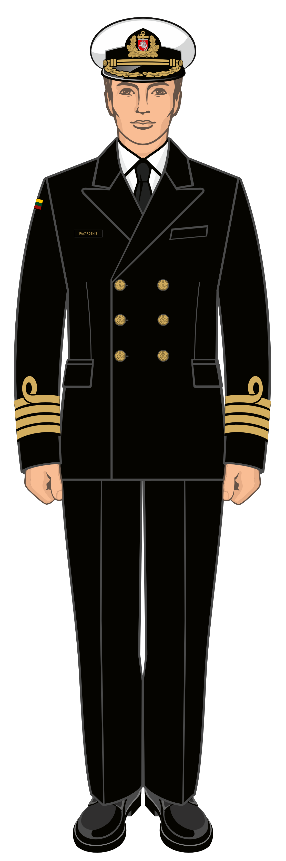
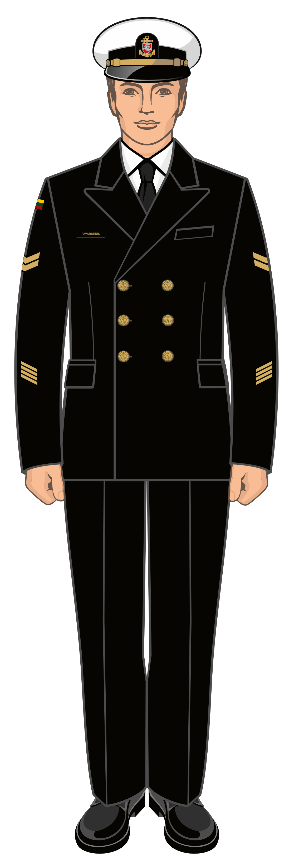
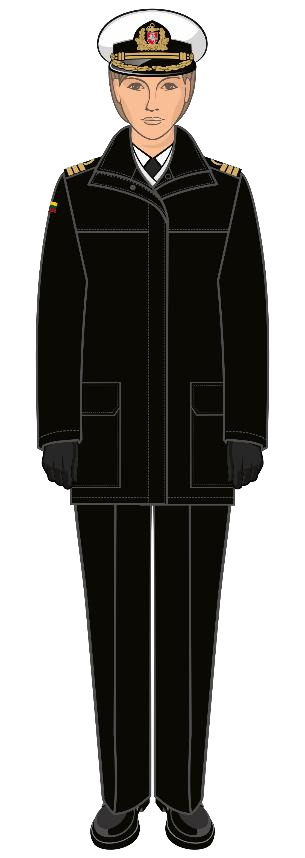
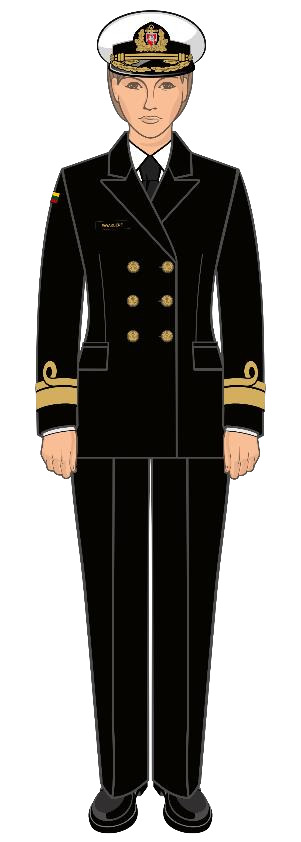
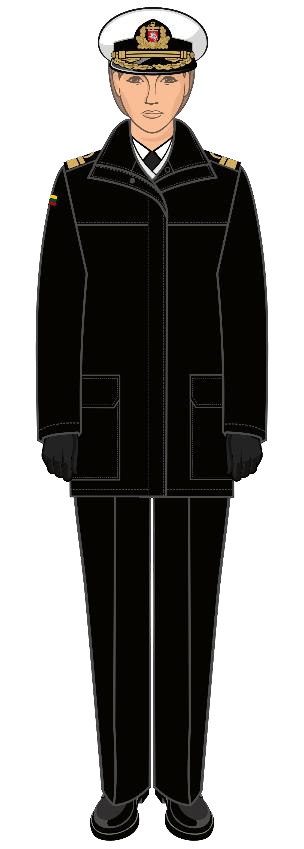
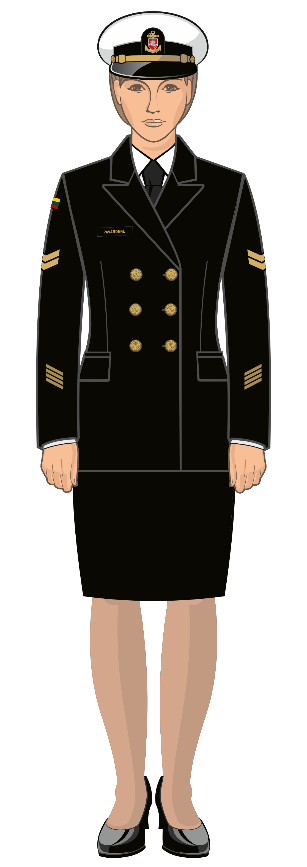
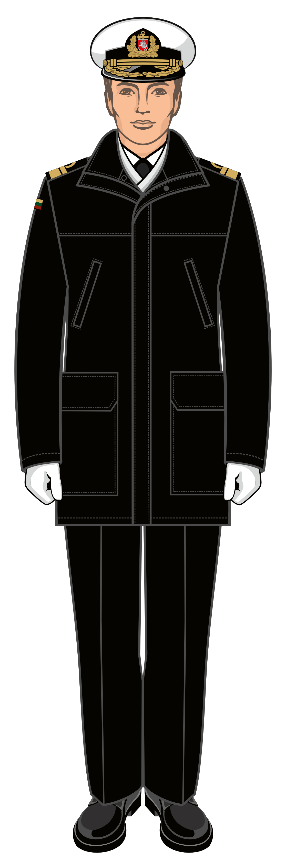
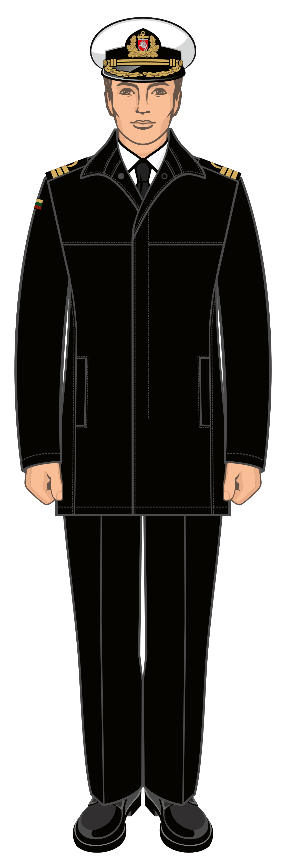

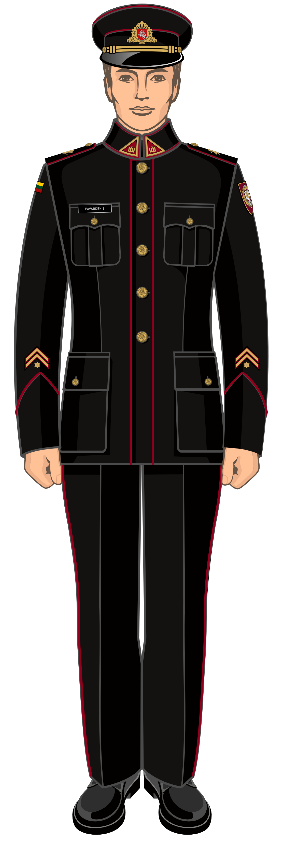
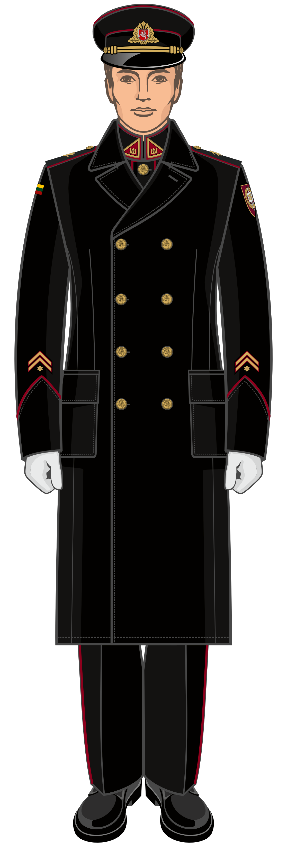
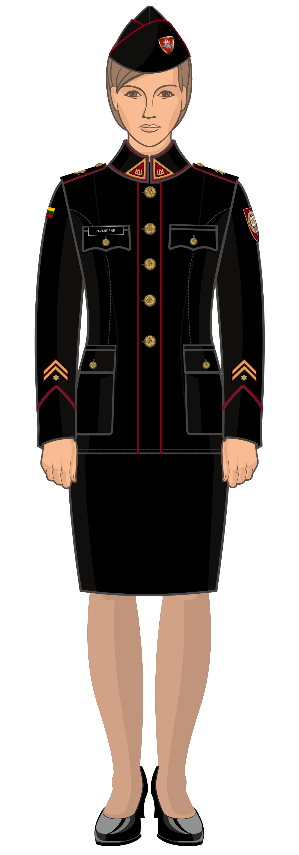
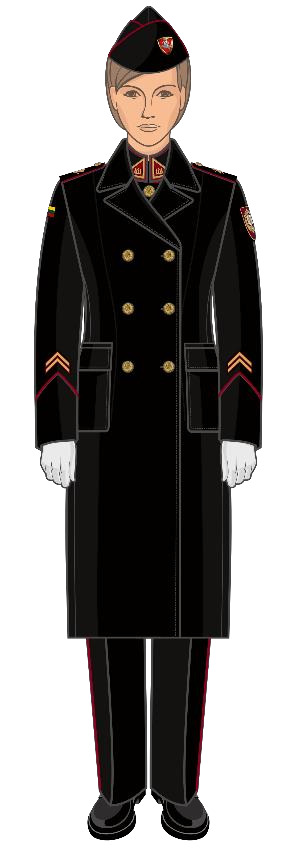
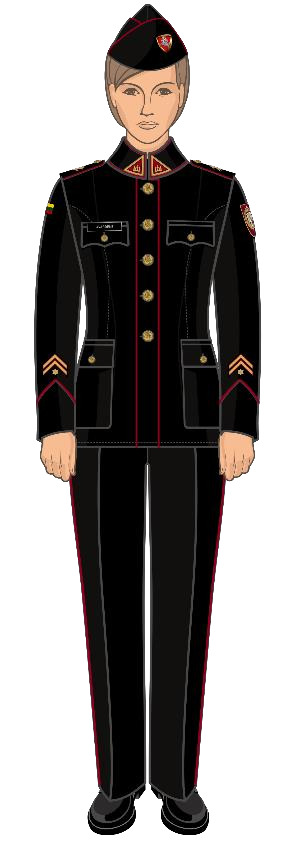

#### Униформа роты почётного караула

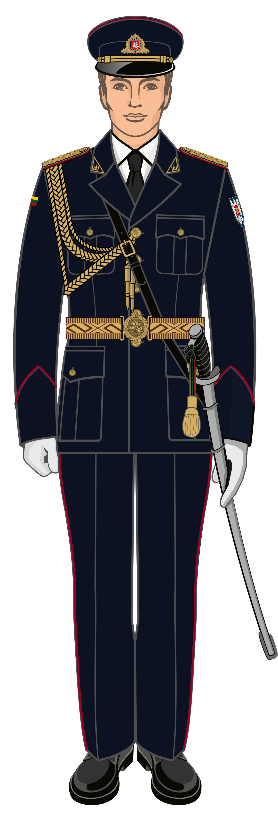
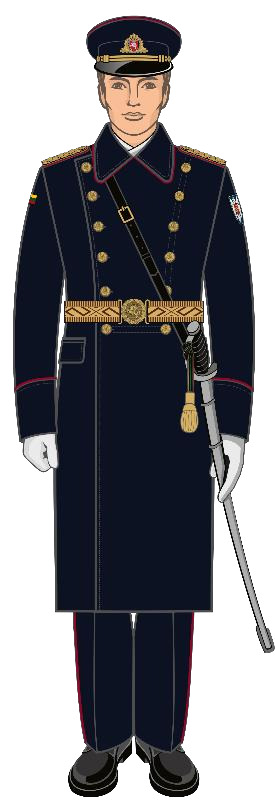
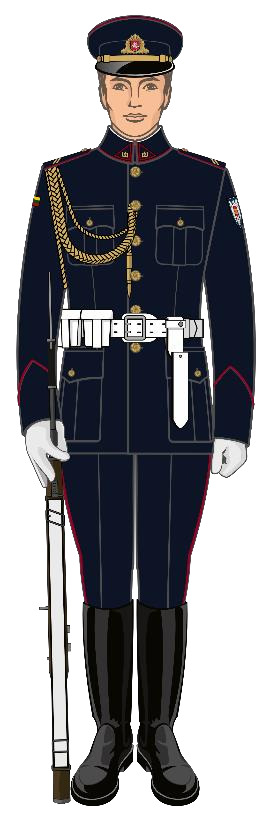
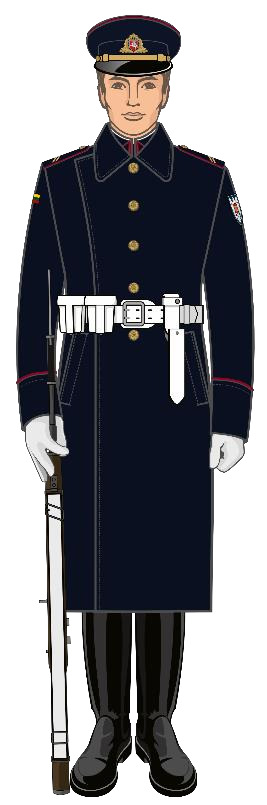

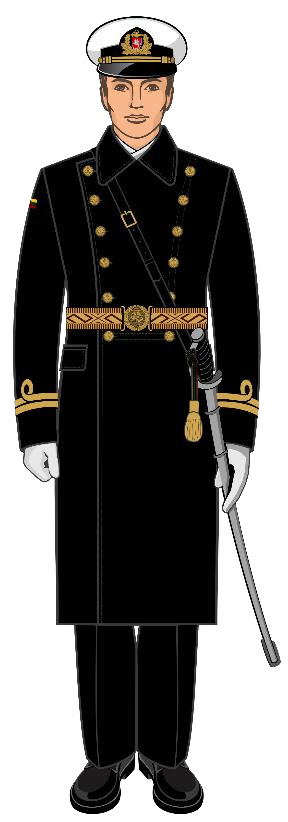
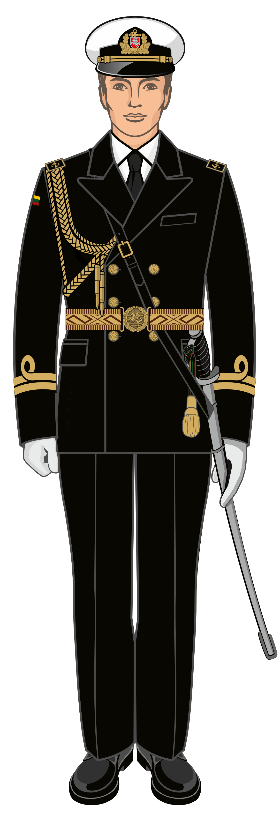
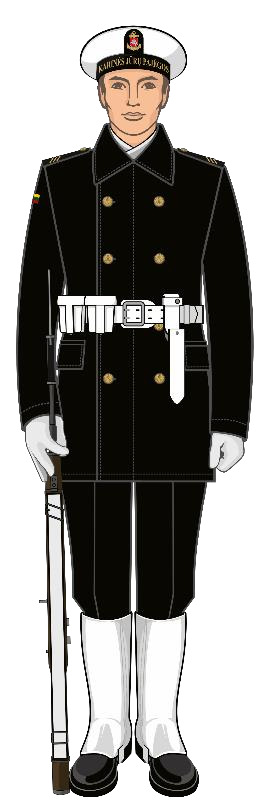
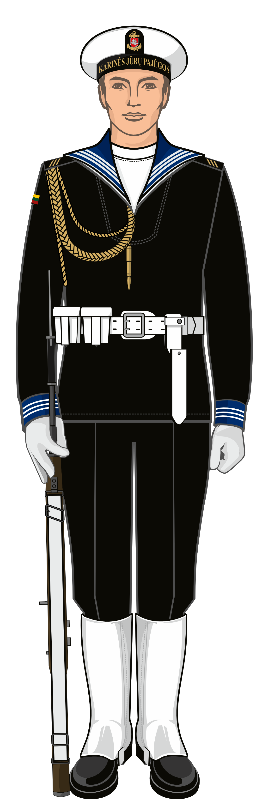
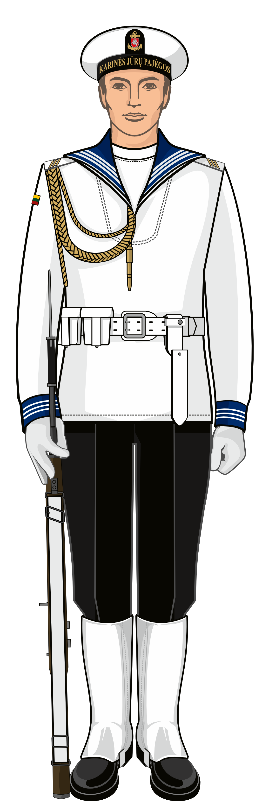
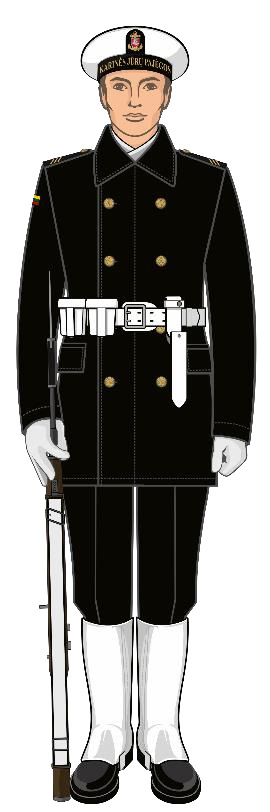

Репрезентационная парадная форма одежды для военнослужащих роты почётного караула созданная основываясь на парадной униформе Войска Литовского в межвоенный период. Разделена на два варианта:

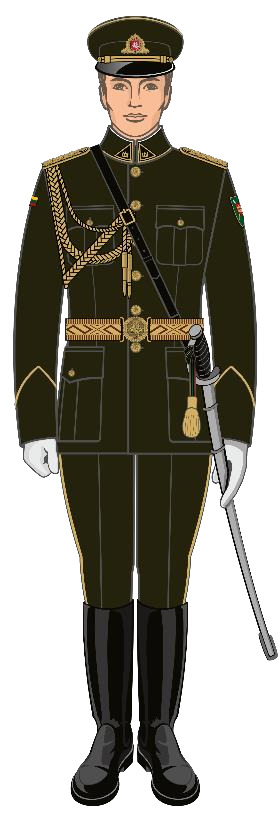
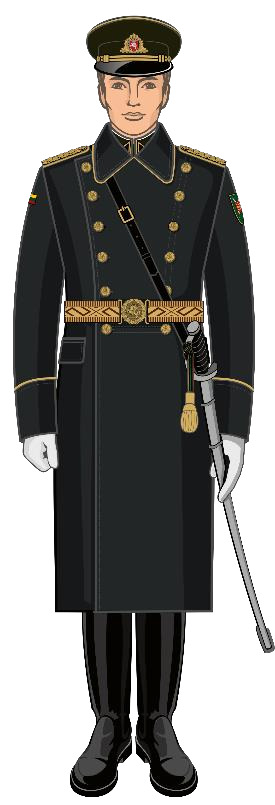
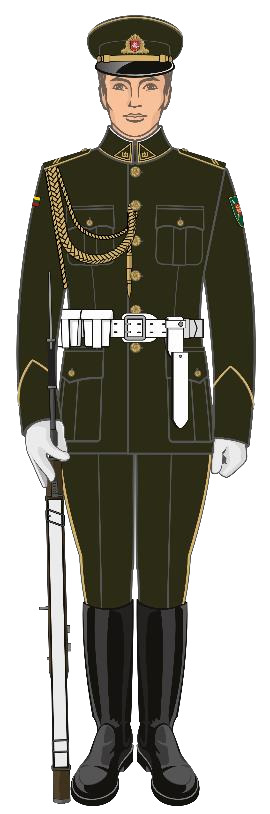
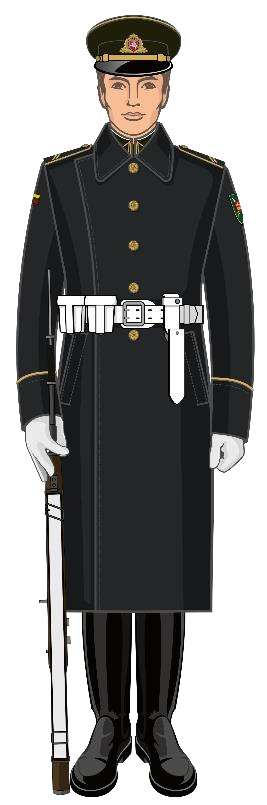

#### Концертная униформа музыкантов оркестров войска
Аналогична повседневной униформе военнослужащих за исключением добавления аксельбантов на униформу и погон с инсигнией Лиры.

### Воинские звания

#### Сухопутные силы
| Офицеры сухопутных сил                     | Офицеры сухопутных сил | Офицеры сухопутных сил                  | Офицеры сухопутных сил          | Офицеры сухопутных сил               | Офицеры сухопутных сил | Офицеры сухопутных сил                      | Офицеры сухопутных сил | Офицеры сухопутных сил | Офицеры сухопутных сил                   | Офицеры сухопутных сил | Офицеры сухопутных сил |
| ------------------------------------------ | ---------------------- | --------------------------------------- | ------------------------------- | ------------------------------------ | ---------------------- | ------------------------------------------- | ---------------------- | ---------------------- | ---------------------------------------- | ---------------------- | ---------------------- |
|                                            | Высшие офицеры         | Высшие офицеры                          | Высшие офицеры                  | Высшие офицеры                       | Старшие офицеры        | Старшие офицеры                             | Старшие офицеры        | Младшие офицеры        | Младшие офицеры                          | Младшие офицеры        | Курсанты               |
| Погоны к парадно-повседневной форме одежды |                        |                                         |                                 |                                      |                        |                                             |                        |                        |                                          |                        |                        |
| Нашивка                                    |                        |                                         |                                 |                                      |                        |                                             |                        |                        |                                          |                        |                        |
| Звание                                     | Генерал Generolas      | Генерал-лейтенант Generolas leitenantas | Генерал-майор Generolas majoras | Бригадный генерал Brigados generolas | Полковник Pulkininkas  | Полковник-лейтенант Pulkininkas leitenantas | Майор Majoras          | Капитан Kapitonas      | Старший-лейтенант Vyresnysis leitenantas | Лейтенант Leitenantas  | Юнкер Kariūnas         |
| Соответствующее звание вооружённых сил РФ  | Генерал армии          | Генерал-полковник                       | Генерал-лейтенант               | Генерал-майор                        | Полковник              | Подполковник                                | Майор                  | Капитан                | Лейтенант                                | Младший лейтенант      | Курсант                |
| Код НАТО                                   | OF-9                   | OF-8                                    | OF-7                            | OF-6                                 | OF-5                   | OF-4                                        | OF-3                   | OF-2                   | OF-1                                     | OF-1                   | Cadet                  |

| Унтер-офицеры и солдаты сухопутных сил     | Унтер-офицеры и солдаты сухопутных сил | Унтер-офицеры и солдаты сухопутных сил | Унтер-офицеры и солдаты сухопутных сил               | Унтер-офицеры и солдаты сухопутных сил | Унтер-офицеры и солдаты сухопутных сил                      | Унтер-офицеры и солдаты сухопутных сил | Унтер-офицеры и солдаты сухопутных сил   | Унтер-офицеры и солдаты сухопутных сил | Унтер-офицеры и солдаты сухопутных сил | Унтер-офицеры и солдаты сухопутных сил | Унтер-офицеры и солдаты сухопутных сил | Унтер-офицеры и солдаты сухопутных сил |
|                                            | Унтер-офицеры                          | Унтер-офицеры                          | Унтер-офицеры                                        | Унтер-офицеры                          | Унтер-офицеры                                               | Унтер-офицеры                          | Унтер-офицеры                            | Унтер-офицеры                          | Унтер-офицеры                          | Солдаты                                | Солдаты                                | Солдаты                                |
| ------------------------------------------ | -------------------------------------- | -------------------------------------- | ---------------------------------------------------- | -------------------------------------- | ----------------------------------------------------------- | -------------------------------------- | ---------------------------------------- | -------------------------------------- | -------------------------------------- | -------------------------------------- | -------------------------------------- | -------------------------------------- |
| Погоны к парадно-повседневной форме одежды |                                        |                                        |                                                      |                                        |                                                             |                                        |                                          |                                        |                                        |                                        |                                        |                                        |
| Нашивка                                    |                                        |                                        |                                                      |                                        |                                                             |                                        |                                          |                                        |                                        |                                        |                                        |                                        |
| Звание                                     | Сержант-майор Seržantas majoras        | Старшина Viršila                       | Штаб-сержант специалист Štabo seržantas specialistas | Штаб-сержант Štabo seržantas           | Старший сержантспециалист Vyresnysis seržantas specialistas | Старший сержант Vyresnysis seržantas   | Сержантспециалист Seržantas specialistas | Сержант Seržantas                      | Капрал Grandinis                       | Старший рядовой Vyresnysis eilinis     | Рядовой Eilinis                        | Младший рядовой Jaunesnysis eilinis    |
| Соответствующее звание вооружённых сил РФ  | Старший прапорщик                      | Старшина                               | Старший сержант                                      | Старший сержант                        | Сержант                                                     | Сержант                                | Сержант                                  | Сержант                                | Младший сержант                        | Рядовой                                | Рядовой                                | Рядовой                                |
| Код НАТО                                   | OR-9                                   | OR-8                                   | OR-7                                                 | OR-7                                   | OR-6                                                        | OR-6                                   | OR-5                                     | OR-5                                   | OR-4                                   | OR-3                                   | OR-2                                   | OR-1                                   |

#### Военно-воздушные силы
| Офицеры сухопутных сил                                                     | Офицеры сухопутных сил | Офицеры сухопутных сил                  | Офицеры сухопутных сил          | Офицеры сухопутных сил               | Офицеры сухопутных сил | Офицеры сухопутных сил                      | Офицеры сухопутных сил | Офицеры сухопутных сил | Офицеры сухопутных сил                   | Офицеры сухопутных сил | Офицеры сухопутных сил |
| -------------------------------------------------------------------------- | ---------------------- | --------------------------------------- | ------------------------------- | ------------------------------------ | ---------------------- | ------------------------------------------- | ---------------------- | ---------------------- | ---------------------------------------- | ---------------------- | ---------------------- |
|                                                                            | Высшие офицеры         | Высшие офицеры                          | Высшие офицеры                  | Высшие офицеры                       | Старшие офицеры        | Старшие офицеры                             | Старшие офицеры        | Младшие офицеры        | Младшие офицеры                          | Младшие офицеры        | Курсанты               |
| Погоны к парадно-повседневной форме одежды                                 |                        |                                         |                                 |                                      |                        |                                             |                        |                        |                                          |                        |                        |
| Погон-муфта к рубашке (звания на полевой форме выполнены в защитном цвете) |                        |                                         |                                 |                                      |                        |                                             |                        |                        |                                          |                        |                        |
| Звание                                                                     | Генерал Generolas      | Генерал-лейтенант Generolas leitenantas | Генерал-майор Generolas majoras | Бригадный генерал Brigados generolas | Полковник Pulkininkas  | Полковник-лейтенант Pulkininkas leitenantas | Майор Majoras          | Капитан Kapitonas      | Старший-лейтенант Vyresnysis leitenantas | Лейтенант Leitenantas  | Юнкер Kariūnas         |
| Соответствующее звание вооружённых сил РФ                                  | Генерал армии          | Генерал-полковник                       | Генерал-лейтенант               | Генерал-майор                        | Полковник              | Подполковник                                | Майор                  | Капитан                | Лейтенант                                | Младший лейтенант      | Курсант                |
| Код НАТО                                                                   | OF-9                   | OF-8                                    | OF-7                            | OF-6                                 | OF-5                   | OF-4                                        | OF-3                   | OF-2                   | OF-1                                     | OF-1                   | Cadet                  |

| Унтер-офицеры и солдаты военно-воздушных сил | Унтер-офицеры и солдаты военно-воздушных сил | Унтер-офицеры и солдаты военно-воздушных сил | Унтер-офицеры и солдаты военно-воздушных сил         | Унтер-офицеры и солдаты военно-воздушных сил | Унтер-офицеры и солдаты военно-воздушных сил                | Унтер-офицеры и солдаты военно-воздушных сил | Унтер-офицеры и солдаты военно-воздушных сил | Унтер-офицеры и солдаты военно-воздушных сил | Унтер-офицеры и солдаты военно-воздушных сил | Унтер-офицеры и солдаты военно-воздушных сил | Унтер-офицеры и солдаты военно-воздушных сил | Унтер-офицеры и солдаты военно-воздушных сил |
|                                              | Унтер-офицеры                                | Унтер-офицеры                                | Унтер-офицеры                                        | Унтер-офицеры                                | Унтер-офицеры                                               | Унтер-офицеры                                | Унтер-офицеры                                | Унтер-офицеры                                | Унтер-офицеры                                | Солдаты                                      | Солдаты                                      | Солдаты                                      |
| -------------------------------------------- | -------------------------------------------- | -------------------------------------------- | ---------------------------------------------------- | -------------------------------------------- | ----------------------------------------------------------- | -------------------------------------------- | -------------------------------------------- | -------------------------------------------- | -------------------------------------------- | -------------------------------------------- | -------------------------------------------- | -------------------------------------------- |
| Погоны к парадно-повседневной форме одежды   |                                              |                                              |                                                      |                                              |                                                             |                                              |                                              |                                              |                                              |                                              |                                              |                                              |
| Нашивка                                      |                                              |                                              |                                                      |                                              |                                                             |                                              |                                              |                                              |                                              |                                              |                                              |                                              |
| Звание                                       | Сержант-майор Seržantas majoras              | Старшина Viršila                             | Штаб-сержант специалист Štabo seržantas specialistas | Штаб-сержант Štabo seržantas                 | Старший сержантспециалист Vyresnysis seržantas specialistas | Старший сержант Vyresnysis seržantas         | Сержантспециалист Seržantas specialistas     | Сержант Seržantas                            | Капрал Grandinis                             | Старший рядовой Vyresnysis eilinis           | Рядовой Eilinis                              | Младший рядовой Jaunesnysis eilinis          |
| Соответствующее звание вооружённых сил РФ    | Старший прапорщик                            | Старшина                                     | Старший сержант                                      | Старший сержант                              | Сержант                                                     | Сержант                                      | Сержант                                      | Сержант                                      | Младший сержант                              | Рядовой                                      | Рядовой                                      | Рядовой                                      |
| Код НАТО                                     | OR-9                                         | OR-8                                         | OR-7                                                 | OR-7                                         | OR-6                                                        | OR-6                                         | OR-5                                         | OR-5                                         | OR-4                                         | OR-3                                         | OR-2                                         | OR-1                                         |

#### Военно-морские силы
| Офицеры военно-морских сил                                  | Офицеры военно-морских сил | Офицеры военно-морских сил | Офицеры военно-морских сил   | Офицеры военно-морских сил          | Офицеры военно-морских сил     | Офицеры военно-морских сил                  | Офицеры военно-морских сил                | Офицеры военно-морских сил              | Офицеры военно-морских сил               | Офицеры военно-морских сил | Офицеры военно-морских сил |
| ----------------------------------------------------------- | -------------------------- | -------------------------- | ---------------------------- | ----------------------------------- | ------------------------------ | ------------------------------------------- | ----------------------------------------- | --------------------------------------- | ---------------------------------------- | -------------------------- | -------------------------- |
|                                                             | Адмиралы                   | Адмиралы                   | Адмиралы                     | Адмиралы                            | Старшие офицеры                | Старшие офицеры                             | Старшие офицеры                           | Младшие офицеры                         | Младшие офицеры                          | Младшие офицеры            | Курсанты                   |
| Нарукавные знаки к парадной форме одежды (у юнкеров погоны) |                            |                            |                              |                                     |                                |                                             |                                           |                                         |                                          |                            |                            |
| Погоны к корабельной форме одежды                           |                            |                            |                              |                                     |                                |                                             |                                           |                                         |                                          |                            |                            |
| Звание                                                      | Адмирал Admirolas          | Вице-адмирал Viceadmirolas | Контр-адмирал Kontradmirolas | Адмирал флотилии Flotilės admirolas | Морской капитан Jūrų kapitonas | Полковник-лейтенант Pulkininkas leitenantas | Лейтенант-командор Komandoras leitenantas | Капитан-лейтенант Kapitonas leitenantas | Старший-лейтенант Vyresnysis leitenantas | Лейтенант Leitenantas      | Юнкер Kariūnas             |
| Соответствующее звание вооружённых сил РФ                   | Адмирал флота              | Адмирал                    | Вице-адмирал                 | Контр-адмирал                       | Капитан 1-го ранга             | Капитан 2-го ранга                          | Капитан 3-го ранга                        | Капитан-лейтенант                       | Старший лейтенант                        | Лейтенант                  | Курсант                    |
| Код НАТО                                                    | OF-9                       | OF-8                       | OF-7                         | OF-6                                | OF-5                           | OF-4                                        | OF-3                                      | OF-2                                    | OF-1                                     | OF-1                       | Cadet                      |

| Унтер-офицеры и матросы военно-морских сил | Унтер-офицеры и матросы военно-морских сил | Унтер-офицеры и матросы военно-морских сил | Унтер-офицеры и матросы военно-морских сил           | Унтер-офицеры и матросы военно-морских сил | Унтер-офицеры и матросы военно-морских сил                  | Унтер-офицеры и матросы военно-морских сил | Унтер-офицеры и матросы военно-морских сил | Унтер-офицеры и матросы военно-морских сил | Унтер-офицеры и матросы военно-морских сил | Унтер-офицеры и матросы военно-морских сил | Унтер-офицеры и матросы военно-морских сил | Унтер-офицеры и матросы военно-морских сил |
|                                            | Унтер-офицеры                              | Унтер-офицеры                              | Унтер-офицеры                                        | Унтер-офицеры                              | Унтер-офицеры                                               | Унтер-офицеры                              | Унтер-офицеры                              | Унтер-офицеры                              | Унтер-офицеры                              | Матросы                                    | Матросы                                    | Матросы                                    |
| ------------------------------------------ | ------------------------------------------ | ------------------------------------------ | ---------------------------------------------------- | ------------------------------------------ | ----------------------------------------------------------- | ------------------------------------------ | ------------------------------------------ | ------------------------------------------ | ------------------------------------------ | ------------------------------------------ | ------------------------------------------ | ------------------------------------------ |
| Погоны к корабельной форме одежды          |                                            |                                            |                                                      |                                            |                                                             |                                            |                                            |                                            |                                            |                                            |                                            |                                            |
| Звание                                     | Старший боцман Vyresnysis laivūnas         | Боцман Laivūnas                            | Штаб-сержант специалист Štabo seržantas specialistas | Штаб-сержант Štabo seržantas               | Старший сержантспециалист Vyresnysis seržantas specialistas | Старший сержант Vyresnysis seržantas       | Сержантспециалист Seržantas specialistas   | Сержант Seržantas                          | Капрал Grandinis                           | Старший матрос Vyresnysis jūreivis         | Матрос Jūreivis                            | Младший матрос Jaunesnysis jūreivis        |
| Соответствующее звание вооружённых сил РФ  | Старший мичман                             | Мичман                                     | нет                                                  | нет                                        | Главный старшина                                            | Главный старшина                           | Главный старшина                           | Главный старшина                           | Старшина 1-й статьи                        | Рядовой                                    | Рядовой                                    | Рядовой                                    |
| Код НАТО                                   | OR-9                                       | OR-8                                       | OR-7                                                 | OR-7                                       | OR-6                                                        | OR-6                                       | OR-5                                       | OR-5                                       | OR-4                                       | OR-3                                       | OR-2                                       | OR-1                                       |

#### Военная академия
| Сухопутные силы | Военно-морские силы | Военно-воздушные силы |
| --------------- | ------------------- | --------------------- |
|                 |                     |                       |

| Звания юнкеров                                                             | Звания юнкеров                      | Звания юнкеров                   | Звания юнкеров                       | Звания юнкеров                 | Звания юнкеров                             | Звания юнкеров                         | Звания юнкеров |
| -------------------------------------------------------------------------- | ----------------------------------- | -------------------------------- | ------------------------------------ | ------------------------------ | ------------------------------------------ | -------------------------------------- | -------------- |
|                                                                            | Командиры-юнкеры                    | Командиры-юнкеры                 | Командиры-юнкеры                     | Младшие командиры-юнкеры       | Младшие командиры-юнкеры                   | Младшие командиры-юнкеры               | Курсанты       |
| Погон-муфта к рубашке (звания на полевой форме выполнены в защитном цвете) |                                     |                                  |                                      |                                |                                            |                                        |                |
| Звание                                                                     | Командир роты Kuopos vadas-kariūnas | Куопининкас Kuopininkas-kariūnas | Командир взвода Būrio vadas-kariūnas | Бурининкас Būrininkas-kariūnas | Командир отделения Skyriaus vadas-kariūnas | Командир звена Grandies vadas-kariūnas | Юнкер Kariūnas |
| Соответствующее звание Войске Литовском                                    | Капитан                             | Старший лейтенант                | Лейтенант                            | Старший сержант                | Сержант                                    | Капрал                                 | Рядовой        |
| Соответствующее звание вооружённых сил РФ                                  | Капитан                             | Старший лейтенант                | Лейтенант                            | Старшина                       | Сержант                                    | Младший сержант                        | Курсант        |
| Код НАТО                                                                   | OF-5                                | OF-4                             | OF-3                                 | OF-2                           | OF-1                                       | OF-1                                   | Cadet          |

## Знаки различия стрелков

### ЗванияСоюза стрелков Литвы
| Командующие стрелки                       | Командующие стрелки                                          | Командующие стрелки                                                                                   | Командующие стрелки                                                                   | Командующие стрелки                       | Командующие стрелки                                                | Командующие стрелки        | Командующие стрелки                                | Командующие стрелки         |
|                                           | Высшие командиры                                             | Высшие командиры                                                                                      | Старшие командиры                                                                     | Старшие командиры                         | Старшие командиры                                                  | Младшие командиры          | Младшие командиры                                  | Младшие командиры           |
| ----------------------------------------- | ------------------------------------------------------------ | --- | ------------------------------------------------------------------------------------- | ----------------------------------------- | ------------------------------------------------------------------ | -------------------------- | -------------------------------------------------- | --------------------------- |
| Погоны к повседневной форме одежды        |                                                              | |                                                                                       |                                           |                                                                    |                            |                                                    |                             |
| Звание                                    | Командир союза стрелков Литвы Lietuvos Šaulių Sąjungos vadas | Первый заместитель командира союза стрелков Литвы Lietuvos Šaulių Sąjungos vado pirmasis pavaduotojas | Заместитель командира союза стрелков Литвы Lietuvos Šaulių Sąjungos vado pavaduotojas | Командир сборной (отряда) Rinktinės vadas | Заместитель командира сборной (отряда) Rinktinės vado pavaduotojas | Командир роты Kuopos vadas | Заместитель командира роты Kuopo vado pavaduotojas | Командир взвода Būrio vadas |
| Соответствующее звание в Войске Литовском | Бригадный генерал                                            | Полковник                                                                                             | Полковник                                                                             | Полковник-лейтенант                       | Майор                                                              | Капитан                    | Старший лейтенант                                  | Лейтенант                   |
| Код НАТО                                  |                                                              | |                                                                                       |                                           |                                                                    |                            |                                                    |                             |

| Стрелки                                   | Стрелки                                     | Стрелки                                    | Стрелки                                                                                   | Стрелки                                                      | Стрелки                             | Стрелки                         |
|                                           | Унтер-офицеры и рядовые стрелки             | Унтер-офицеры и рядовые стрелки            | Унтер-офицеры и рядовые стрелки                                                           | Унтер-офицеры и рядовые стрелки                              | Унтер-офицеры и рядовые стрелки     | Унтер-офицеры и рядовые стрелки |
| ----------------------------------------- | ------------------------------------------- | ------------------------------------------ | ----------------------------------------------------------------------------------------- | ------------------------------------------------------------ | ----------------------------------- | ------------------------------- |
| Погоны к повседневной форме одежды        |                                             |                                            |                                                                                           |                                                              |                                     |                                 |
| Звание                                    | Командир юных стрелков Jaunųjų šaulių vadas | Старший специалист Vyresnysis specialistas | Заместитель командира взвода (специалист) (Взводный) Būrio vado pavaduotojas (Būrininkas) | Командир отделения (отделённый) Skyriaus vadas (Skyrininkas) | Старший стрелок Vyriausiasis šaulys | Рядовой стрелок Eilinis šaulys  |
| Соответствующее звание в Войске Литовском | Штаб-сержант                                | Штаб-сержант                               | Старший сержант                                                                           | Сержант                                                      | Капрал                              | Рядовой                         |
| Код НАТО                                  |                                             |                                            |                                                                                           |                                                              |                                     |                                 |

#### Морские стрелки
| Командующие стрелки                       | Командующие стрелки                                          | Командующие стрелки                                                                                   | Командующие стрелки                                                                   | Командующие стрелки                       | Командующие стрелки                                                | Командующие стрелки        | Командующие стрелки                                | Командующие стрелки         |
|                                           | Высшие командиры                                             | Высшие командиры                                                                                      | Старшие командиры                                                                     | Старшие командиры                         | Старшие командиры                                                  | Младшие командиры          | Младшие командиры                                  | Младшие командиры           |
| ----------------------------------------- | ------------------------------------------------------------ | --- | ------------------------------------------------------------------------------------- | ----------------------------------------- | ------------------------------------------------------------------ | -------------------------- | -------------------------------------------------- | --------------------------- |
| Погоны к парадной форме одежды            |                                                              | |                                                                                       |                                           |                                                                    |                            |                                                    |                             |
| Звание                                    | Командир союза стрелков Литвы Lietuvos Šaulių Sąjungos vadas | Первый заместитель командира союза стрелков Литвы Lietuvos Šaulių Sąjungos vado pirmasis pavaduotojas | Заместитель командира союза стрелков Литвы Lietuvos Šaulių Sąjungos vado pavaduotojas | Командир сборной (отряда) Rinktinės vadas | Заместитель командира сборной (отряда) Rinktinės vado pavaduotojas | Командир роты Kuopos vadas | Заместитель командира роты Kuopo vado pavaduotojas | Командир взвода Būrio vadas |
| Соответствующее звание в Войске Литовском | Адмирал флотилии                                             | Морской капитан                                                                                       | Морской капитан                                                                       | Командор                                  | Командор-лейтенант                                                 | Капитан-лейтенант          | Старший лейтенант                                  | МорскойЛейтенант            |
| Код НАТО                                  |                                                              | |                                                                                       |                                           |                                                                    |                            |                                                    |                             |

| Стрелки                                   | Стрелки                                     | Стрелки                                    | Стрелки                                                                                   | Стрелки                                                      | Стрелки                             | Стрелки                         |
|                                           | Унтер-офицеры и рядовые стрелки             | Унтер-офицеры и рядовые стрелки            | Унтер-офицеры и рядовые стрелки                                                           | Унтер-офицеры и рядовые стрелки                              | Унтер-офицеры и рядовые стрелки     | Унтер-офицеры и рядовые стрелки |
| ----------------------------------------- | ------------------------------------------- | ------------------------------------------ | ----------------------------------------------------------------------------------------- | ------------------------------------------------------------ | ----------------------------------- | ------------------------------- |
| Погоны к парадной форме одежды            |                                             |                                            |                                                                                           |                                                              |                                     |                                 |
| Звание                                    | Командир юных стрелков Jaunųjų šaulių vadas | Старший специалист Vyresnysis specialistas | Заместитель командира взвода (специалист) (Взводный) Būrio vado pavaduotojas (Būrininkas) | Командир отделения (отделённый) Skyriaus vadas (Skyrininkas) | Старший стрелок Vyriausiasis šaulys | Рядовой стрелок Eilinis šaulys  |
| Соответствующее звание в Войске Литовском | Штабс-боцман                                | Штабс-боцман                               | Старший сержант                                                                           | Сержант                                                      | Капрал                              | Матрос                          |
| Код НАТО                                  |                                             |                                            |                                                                                           |                                                              |                                     |                                 |

## Знаки различия внутренней службы

### Внутренняя служба
Сотрудникам Службы общественной безопасности и другим ведомствам внутренней службы присваиваются звания внутренней службы (за исключением пограничной службы и полиции).
| Офицеры внутренней службы                                                  | Офицеры внутренней службы | Офицеры внутренней службы | Офицеры внутренней службы                   | Офицеры внутренней службы | Офицеры внутренней службы | Офицеры внутренней службы                | Офицеры внутренней службы | Офицеры внутренней службы                     | Офицеры внутренней службы  | Офицеры внутренней службы                      | Офицеры внутренней службы |
|                                                                            | Офицеры высшей цепи       | Офицеры высокой цепи      | Офицеры высокой цепи                        | Офицеры высокой цепи      | Офицеры средней степени   | Офицеры средней степени                  | Офицеры средней степени   | Офицеры первой степени                        | Офицеры первой степени     | Офицеры первой степени                         | Офицеры первой степени    |
| -------------------------------------------------------------------------- | ------------------------- | ------------------------- | ------------------------------------------- | ------------------------- | ------------------------- | ---------------------------------------- | ------------------------- | --------------------------------------------- | -------------------------- | ---------------------------------------------- | ------------------------- |
| Погоны к парадной форме одежды                                             |                           |                           |                                             |                           |                           |                                          |                           |                                               |                            |                                                |                           |
| Погон-муфта к рубашке (звания на полевой форме выполнены в защитном цвете) |                           |                           |                                             |                           |                           |                                          |                           |                                               |                            |                                                |                           |
| Звание                                                                     | Генерал Generolas         | Полковник Pulkininkas     | Полковник-лейтенант Pulkininkas leitenantas | Майор Majoras             | Капитан Kapitonas         | Старший лейтенант Vyresnysis leitenantas | Лейтенант Leitenantas     | Старший унтер-офицер Vyresnysis puskarininkis | Унтер-офицер Puskarininkis | Младший унтер-офицер Jaunesnysis puskarininkis | Капрал Grandinis          |

### Полиция
| Полицейские                        | Полицейские                            | Полицейские                             | Полицейские                           | Полицейские        | Полицейские                               | Полицейские                               | Полицейские            | Полицейские                           |                                             |                          |                                              |
|                                    | Комиссары                              | Комиссары                               | Комиссары                             | Комиссары          | Инспекторы                                | Инспекторы                                | Инспекторы             | Унтер-офицеры                         | Унтер-офицеры                               | Унтер-офицеры            | Унтер-офицеры                                |
| ---------------------------------- | -------------------------------------- | --------------------------------------- | ------------------------------------- | ------------------ | ----------------------------------------- | ----------------------------------------- | ---------------------- | ------------------------------------- | ------------------------------------------- | ------------------------ | -------------------------------------------- |
| Погоны к повседневной форме одежды |                                        |                                         |                                       |                    |                                           |                                           |                        |                                       |                                             |                          |                                              |
| Звание                             | Генера́л комиссaр Generalinis komisaras | Главный комиссар Vyriausiasis komisaras | Старший комиссар Vyresnysis komisaras | Комиссар Komisaras | Комиссар инспектор Komisaras inspektorius | Старший инспектор Vyresnysis inspektorius | Инспектор Inspektorius | Старшина́ (полиция) Viršila (policija) | Старший полицeйский Vyresnysis policininkas | Полицeйский Policininkas | Младший полицeйский Jaunesnysis policininkas |

### Пограничная служба
| Командующие офицеры                       | Командующие офицеры | Командующие офицеры   | Командующие офицеры                         | Командующие офицеры | Командующие офицеры | Командующие офицеры                      | Командующие офицеры   | Пограничники                                  | Пограничники               |
|                                           | Высшие командиры    | Высшие командиры      | Высшие командиры                            | Высшие командиры    | Младшие командиры   | Младшие командиры                        | Младшие командиры     | Унтер-офицеры                                 | Унтер-офицеры              |
| ----------------------------------------- | ------------------- | --------------------- | ------------------------------------------- | ------------------- | ------------------- | ---------------------------------------- | --------------------- | --------------------------------------------- | -------------------------- |
| Погоны к повседневной форме одежды        |                     |                       |                                             |                     |                     |                                          |                       |                                               |                            |
| Звание                                    | Генерал Generolas   | Полковник Pulkininkas | Полковник-лейтенант Pulkininkas leitenantas | Майор Majoras       | Капитан Kapitonas   | Старший-лейтенант Vyresnysis leitenantas | Лейтенант Leitenantas | Старший унтер-офицер Vyresnysis puskarininkis | Унтер-офицер Puskarininkis |
| Соответствующее звание в Войске Литовском | Бригадный генерал   | Полковник             | Полковник-лейтенант                         | Майор               | Капитан             | Старший лейтенант                        | Лейтенант             | Штаб-сержант                                  | Старший сержант            |
| Код НАТО                                  |                     |                       |                                             |                     |                     |                                          |                       |                                               |                            |

## Исторические воинские звания

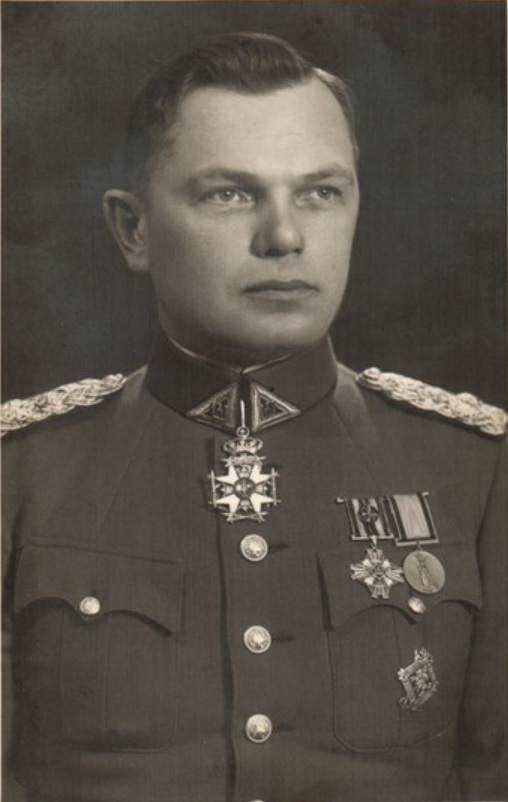
Полковник Пранас Лесаускис (1930-е)

### Войско Литовское (1936-1939)

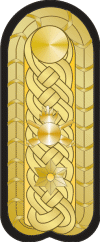
Парадный погон для младших и средних офицеров (лейтенант артиллерии)
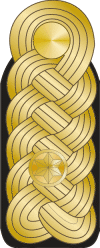
Парадный погон старших офицеров (майор артиллерии)
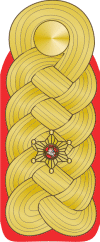
Парадный погон для генералов (бригадный генерал)

| Офицеры                                   | Офицеры           | Офицеры                                 | Офицеры                              | Офицеры                            | Офицеры                                              | Офицеры                  | Офицеры                       | Офицеры                                            | Офицеры                        | Офицеры        |
| ----------------------------------------- | ----------------- | --------------------------------------- | ------------------------------------ | ---------------------------------- | ---------------------------------------------------- | ------------------------ | ----------------------------- | -------------------------------------------------- | ------------------------------ | -------------- |
|                                           | Высшие офицеры    | Высшие офицеры                          | Высшие офицеры                       | Старшие офицеры                    | Старшие офицеры                                      | Старшие офицеры          | Младшие офицеры               | Младшие офицеры                                    | Младшие офицеры                | Курсанты       |
| Погоны к повседневной форме одежды        |                   |                                         |                                      |                                    |                                                      |                          |                               |                                                    |                                |                |
| Звание                                    | Генерал Generolas | Дивизионный генерал Divizijos generolas | Бригадный генерал Brigados generolas | Полковник (артиллерия) Pulkininkas | Полковник-лейтенант (пехота) Pulkininkas leitenantas | Майор (инженеры) Majoras | Капитан (кавалерия) Kapitonas | Старший-лейтенант (генштаб) Vyresnysis leitenantas | Лейтенант (пехота) Leitenantas | Юнкер Kariūnas |
| Соответствующее звание вооружённых сил РФ | Генерал-полковник | Генерал-лейтенант                       | Генерал-майор                        | Полковник                          | Подполковник                                         | Майор                    | Капитан                       | Лейтенант                                          | Младший лейтенант              | Курсант        |

| Унтер-офицеры и солдаты                   | Унтер-офицеры и солдаты                       | Унтер-офицеры и солдаты              | Унтер-офицеры и солдаты | Унтер-офицеры и солдаты               | Унтер-офицеры и солдаты | Унтер-офицеры и солдаты |
|                                           | Унтер-офицеры и солдаты                       | Унтер-офицеры и солдаты              | Унтер-офицеры и солдаты | Унтер-офицеры и солдаты               | Унтер-офицеры и солдаты | Унтер-офицеры и солдаты |
| ----------------------------------------- | --------------------------------------------- | ------------------------------------ | ----------------------- | ------------------------------------- | ----------------------- | ----------------------- |
| Погоны к повседневной форме одежды        |                                               |                                      |                         |                                       |                         |                         |
| Звание                                    | Старший унтер-офицер Vyresnysis puskarininkis | Старший сержант Vyresnysis seržantas | Сержант Seržantas       | Младший сержант Jaunesnysis seržantas | Капрал Grandinis        | Рядовой Eilinis         |
| Соответствующее звание вооружённых сил РФ | Старший прапорщик                             | Старший сержант                      | Сержант                 | Младший сержант                       | Ефрейтор                | Рядовой                 |

### Войско Литовское (1991-2010)

#### Полевое войско (Сухопутные силы)
| Офицеры сухопутных сил                    | Офицеры сухопутных сил                  | Офицеры сухопутных сил          | Офицеры сухопутных сил               | Офицеры сухопутных сил | Офицеры сухопутных сил                      | Офицеры сухопутных сил | Офицеры сухопутных сил | Офицеры сухопутных сил                   | Офицеры сухопутных сил | Офицеры сухопутных сил |
| ----------------------------------------- | --------------------------------------- | ------------------------------- | ------------------------------------ | ---------------------- | ------------------------------------------- | ---------------------- | ---------------------- | ---------------------------------------- | ---------------------- | ---------------------- |
|                                           | Высшие офицеры                          | Высшие офицеры                  | Высшие офицеры                       | Старшие офицеры        | Старшие офицеры                             | Старшие офицеры        | Младшие офицеры        | Младшие офицеры                          | Младшие офицеры        | Курсанты               |
| Погоны к повседневной форме одежды        |                                         |                                 |                                      |                        |                                             |                        |                        |                                          |                        |                        |
| Звание                                    | Генерал-лейтенант Generolas leitenantas | Генерал-майор Generolas majoras | Бригадный генерал Brigados generolas | Полковник Pulkininkas  | Полковник-лейтенант Pulkininkas leitenantas | Майор Majoras          | Капитан Kapitonas      | Старший-лейтенант Vyresnysis leitenantas | Лейтенант Leitenantas  | Юнкер Kariūnas         |
| Соответствующее звание вооружённых сил РФ | Генерал-полковник                       | Генерал-лейтенант               | Генерал-майор                        | Полковник              | Подполковник                                | Майор                  | Капитан                | Лейтенант                                | Младший лейтенант      | Курсант                |
| Код НАТО                                  | OF-8                                    | OF-7                            | OF-6                                 | OF-5                   | OF-4                                        | OF-3                   | OF-2                   | OF-1                                     | OF-1                   | Cadet                  |

| Унтер-офицеры и солдаты сухопутных сил    | Унтер-офицеры и солдаты сухопутных сил        | Унтер-офицеры и солдаты сухопутных сил | Унтер-офицеры и солдаты сухопутных сил         | Унтер-офицеры и солдаты сухопутных сил | Унтер-офицеры и солдаты сухопутных сил | Унтер-офицеры и солдаты сухопутных сил | Унтер-офицеры и солдаты сухопутных сил | Унтер-офицеры и солдаты сухопутных сил | Унтер-офицеры и солдаты сухопутных сил |
|                                           | Унтер-офицеры и солдаты                       | Унтер-офицеры и солдаты                | Унтер-офицеры и солдаты                        | Унтер-офицеры и солдаты                | Унтер-офицеры и солдаты                | Унтер-офицеры и солдаты                | Унтер-офицеры и солдаты                | Унтер-офицеры и солдаты                | Унтер-офицеры и солдаты                |
| ----------------------------------------- | --------------------------------------------- | -------------------------------------- | ---------------------------------------------- | -------------------------------------- | -------------------------------------- | -------------------------------------- | -------------------------------------- | -------------------------------------- | -------------------------------------- |
| Погоны к повседневной форме одежды        |                                               |                                        |                                                |                                        |                                        |                                        |                                        |                                        |                                        |
| Звание                                    | Старший унтер-офицер Vyresnysis puskarininkis | Унтер-офицер Puskarininkis             | Младший унтер-офицер Jaunesnysis puskarininkis | Старшина Viršila                       | Старший сержант Vyresnysis seržantas   | Сержант Seržantas                      | Младший сержант Jaunesnysis seržantas  | Капрал Grandinis                       | Рядовой Eilinis                        |
| Соответствующее звание вооружённых сил РФ | Старший прапорщик                             | Прапорщик                              | Прапорщик                                      | Старшина                               | Старший сержант                        | Сержант                                | Младший сержант                        | Ефрейтор                               | Рядовой                                |
| Код НАТО                                  | OR-9                                          | OR-8                                   | OR-7                                           | OR-6                                   | OR-5                                   | OR-4                                   | OR-3                                   | OR-2                                   | OR-1                                   |

#### Военно-морские силы
| Офицеры военно-морских сил                | Офицеры военно-морских сил | Офицеры военно-морских сил   | Офицеры военно-морских сил          | Офицеры военно-морских сил     | Офицеры военно-морских сил | Офицеры военно-морских сил                | Офицеры военно-морских сил              | Офицеры военно-морских сил              | Офицеры военно-морских сил         | Офицеры военно-морских сил |
| ----------------------------------------- | -------------------------- | ---------------------------- | ----------------------------------- | ------------------------------ | -------------------------- | ----------------------------------------- | --------------------------------------- | --------------------------------------- | ---------------------------------- | -------------------------- |
|                                           | Высшие офицеры             | Высшие офицеры               | Высшие офицеры                      | Старшие офицеры                | Старшие офицеры            | Старшие офицеры                           | Младшие офицеры                         | Младшие офицеры                         | Младшие офицеры                    | Курсанты                   |
| Погоны к повседневной форме одежды        |                            |                              |                                     |                                |                            |                                           |                                         |                                         |                                    |                            |
| Звание                                    | Вице-адмирал Viceadmirolas | Контр-адмирал Kontradmirolas | Адмирал флотилии Flotilės admirolas | Морской капитан Jūrų kapitonas | Командор Komandoras        | Командор-лейтенант Komandoras leitenantas | Капитан-лейтенант Kapitonas leitenantas | Старшийлейтенант Vyresnysis leitenantas | Морской лейтенант Jūrų leitenantas | Юнкер Kariūnas             |
| Соответствующее звание вооружённых сил РФ | Вице-адмирал               | Контр-адмирал                | Нет                                 | Капитан 1-го ранга             | Капитан 2-го ранга         | Капитан 3-го ранга                        | Капитан-лейтенант                       | Старший лейтенант                       | Лейтенант                          | Курсант                    |
| Код НАТО                                  | OF-8                       | OF-7                         | OF-6                                | OF-5                           | OF-4                       | OF-3                                      | OF-2                                    | OF-1                                    | OF-1                               | Cadet                      |

| Унтер-офицеры и матросы военно-морских сил | Унтер-офицеры и матросы военно-морских сил    | Унтер-офицеры и матросы военно-морских сил | Унтер-офицеры и матросы военно-морских сил     | Унтер-офицеры и матросы военно-морских сил | Унтер-офицеры и матросы военно-морских сил | Унтер-офицеры и матросы военно-морских сил | Унтер-офицеры и матросы военно-морских сил | Унтер-офицеры и матросы военно-морских сил | Унтер-офицеры и матросы военно-морских сил |
|                                            | Унтер-офицеры и матросы                       | Унтер-офицеры и матросы                    | Унтер-офицеры и матросы                        | Унтер-офицеры и матросы                    | Унтер-офицеры и матросы                    | Унтер-офицеры и матросы                    | Унтер-офицеры и матросы                    | Унтер-офицеры и матросы                    | Унтер-офицеры и матросы                    |
| ------------------------------------------ | --------------------------------------------- | ------------------------------------------ | ---------------------------------------------- | ------------------------------------------ | ------------------------------------------ | ------------------------------------------ | ------------------------------------------ | ------------------------------------------ | ------------------------------------------ |
| Погоны к повседневной форме одежды         |                                               |                                            |                                                |                                            |                                            |                                            |                                            |                                            |                                            |
| Звание                                     | Старший унтер-офицер Vyresnysis puskarininkis | Унтер-офицер Puskarininkis                 | Младший унтер-офицер Jaunesnysis puskarininkis | Боцман Laivūnas                            | Старший сержант Vyresnysis seržantas       | Сержант Seržantas                          | Младший сержант Jaunesnysis seržantas      | Капрал Grandinis                           | Матрос Jūreivis                            |
| Соответствующее звание вооружённых сил РФ  | Старший прапорщик                             | Прапорщик                                  | Прапорщик                                      | Главный корабельный старшина               | Главный старшина                           | Старшина 1-й статьи                        | Старшина 2-й статьи                        | Старший матрос                             | Матрос                                     |
| Код НАТО                                   | OR-9                                          | OR-8                                       | OR-7                                           | OR-6                                       | OR-5                                       | OR-4                                       | OR-3                                       | OR-2                                       | OR-1                                       |

#### Военно-воздушные силы
| Офицеры военно-воздушных сил              | Офицеры военно-воздушных сил            | Офицеры военно-воздушных сил    | Офицеры военно-воздушных сил         | Офицеры военно-воздушных сил | Офицеры военно-воздушных сил                | Офицеры военно-воздушных сил | Офицеры военно-воздушных сил | Офицеры военно-воздушных сил             | Офицеры военно-воздушных сил | Офицеры военно-воздушных сил |
| ----------------------------------------- | --------------------------------------- | ------------------------------- | ------------------------------------ | ---------------------------- | ------------------------------------------- | ---------------------------- | ---------------------------- | ---------------------------------------- | ---------------------------- | ---------------------------- |
|                                           | Высшие офицеры                          | Высшие офицеры                  | Высшие офицеры                       | Старшие офицеры              | Старшие офицеры                             | Старшие офицеры              | Младшие офицеры              | Младшие офицеры                          | Младшие офицеры              | Курсанты                     |
| Погоны к повседневной форме одежды        |                                         |                                 |                                      |                              |                                             |                              |                              |                                          |                              |                              |
| Звание                                    | Генерал-лейтенант Generolas leitenantas | Генерал-майор Generolas majoras | Бригадный генерал Brigados generolas | Полковник Pulkininkas        | Полковник-лейтенант Pulkininkas leitenantas | Майор Majoras                | Капитан Kapitonas            | Старший-лейтенант Vyresnysis leitenantas | Лейтенант Leitenantas        | Юнкер Kariūnas               |
| Соответствующее звание вооружённых сил РФ | Генерал-полковник                       | Генерал-лейтенант               | Генерал-майор                        | Полковник                    | Подполковник                                | Майор                        | Капитан                      | Лейтенант                                | Младший лейтенант            | Курсант                      |
| Код НАТО                                  | OF-8                                    | OF-7                            | OF-6                                 | OF-5                         | OF-4                                        | OF-3                         | OF-2                         | OF-1                                     | OF-1                         | Cadet                        |

| Унтер-офицеры и солдаты военно-воздушных сил | Унтер-офицеры и солдаты военно-воздушных сил  | Унтер-офицеры и солдаты военно-воздушных сил | Унтер-офицеры и солдаты военно-воздушных сил   | Унтер-офицеры и солдаты военно-воздушных сил | Унтер-офицеры и солдаты военно-воздушных сил | Унтер-офицеры и солдаты военно-воздушных сил | Унтер-офицеры и солдаты военно-воздушных сил | Унтер-офицеры и солдаты военно-воздушных сил | Унтер-офицеры и солдаты военно-воздушных сил |
|                                              | Унтер-офицеры и солдаты                       | Унтер-офицеры и солдаты                      | Унтер-офицеры и солдаты                        | Унтер-офицеры и солдаты                      | Унтер-офицеры и солдаты                      | Унтер-офицеры и солдаты                      | Унтер-офицеры и солдаты                      | Унтер-офицеры и солдаты                      | Унтер-офицеры и солдаты                      |
| -------------------------------------------- | --------------------------------------------- | -------------------------------------------- | ---------------------------------------------- | -------------------------------------------- | -------------------------------------------- | -------------------------------------------- | -------------------------------------------- | -------------------------------------------- | -------------------------------------------- |
| Погоны к повседневной форме одежды           |                                               |                                              |                                                |                                              |                                              |                                              |                                              |                                              |                                              |
| Звание                                       | Старший унтер-офицер Vyresnysis puskarininkis | Унтер-офицер Puskarininkis                   | Младший унтер-офицер Jaunesnysis puskarininkis | Старшина Viršila                             | Старший сержант Vyresnysis seržantas         | Сержант Seržantas                            | Младший сержант Jaunesnysis seržantas        | Капрал Grandinis                             | Рядовой Eilinis                              |
| Соответствующее звание вооружённых сил РФ    | Старший прапорщик                             | Прапорщик                                    | Прапорщик                                      | Старшина                                     | Старший сержант                              | Сержант                                      | Младший сержант                              | Ефрейтор                                     | Рядовой                                      |
| Код НАТО                                     | OR-9                                          | OR-8                                         | OR-7                                           | OR-6                                         | OR-5                                         | OR-4                                         | OR-3                                         | OR-2                                         | OR-1                                         |

### Войско Литовское 2012-2024

#### Сухопутные силы
| Офицеры сухопутных сил                                                     | Офицеры сухопутных сил | Офицеры сухопутных сил                  | Офицеры сухопутных сил          | Офицеры сухопутных сил               | Офицеры сухопутных сил | Офицеры сухопутных сил                      | Офицеры сухопутных сил | Офицеры сухопутных сил | Офицеры сухопутных сил                   | Офицеры сухопутных сил | Офицеры сухопутных сил |
| -------------------------------------------------------------------------- | ---------------------- | --------------------------------------- | ------------------------------- | ------------------------------------ | ---------------------- | ------------------------------------------- | ---------------------- | ---------------------- | ---------------------------------------- | ---------------------- | ---------------------- |
|                                                                            | Высшие офицеры         | Высшие офицеры                          | Высшие офицеры                  | Высшие офицеры                       | Старшие офицеры        | Старшие офицеры                             | Старшие офицеры        | Младшие офицеры        | Младшие офицеры                          | Младшие офицеры        | Курсанты               |
| Погоны к парадной форме одежды                                             |                        |                                         |                                 |                                      |                        |                                             |                        |                        |                                          |                        |                        |
| Погон-муфта к рубашке (звания на полевой форме выполнены в защитном цвете) |                        |                                         |                                 |                                      |                        |                                             |                        |                        |                                          |                        |                        |
| Звание                                                                     | Генерал Generolas      | Генерал-лейтенант Generolas leitenantas | Генерал-майор Generolas majoras | Бригадный генерал Brigados generolas | Полковник Pulkininkas  | Полковник-лейтенант Pulkininkas leitenantas | Майор Majoras          | Капитан Kapitonas      | Старший-лейтенант Vyresnysis leitenantas | Лейтенант Leitenantas  | Юнкер Kariūnas         |
| Соответствующее звание вооружённых сил РФ                                  | Генерал армии          | Генерал-полковник                       | Генерал-лейтенант               | Генерал-майор                        | Полковник              | Подполковник                                | Майор                  | Капитан                | Лейтенант                                | Младший лейтенант      | Курсант                |
| Код НАТО                                                                   | OF-9                   | OF-8                                    | OF-7                            | OF-6                                 | OF-5                   | OF-4                                        | OF-3                   | OF-2                   | OF-1                                     | OF-1                   | Cadet                  |

| Унтер-офицеры и солдаты сухопутных сил                                     | Унтер-офицеры и солдаты сухопутных сил | Унтер-офицеры и солдаты сухопутных сил | Унтер-офицеры и солдаты сухопутных сил               | Унтер-офицеры и солдаты сухопутных сил | Унтер-офицеры и солдаты сухопутных сил                      | Унтер-офицеры и солдаты сухопутных сил | Унтер-офицеры и солдаты сухопутных сил   | Унтер-офицеры и солдаты сухопутных сил | Унтер-офицеры и солдаты сухопутных сил | Унтер-офицеры и солдаты сухопутных сил | Унтер-офицеры и солдаты сухопутных сил | Унтер-офицеры и солдаты сухопутных сил |
|                                                                            | Унтер-офицеры                          | Унтер-офицеры                          | Унтер-офицеры                                        | Унтер-офицеры                          | Унтер-офицеры                                               | Унтер-офицеры                          | Унтер-офицеры                            | Унтер-офицеры                          | Унтер-офицеры                          | Солдаты                                | Солдаты                                | Солдаты                                |
| -------------------------------------------------------------------------- | -------------------------------------- | -------------------------------------- | ---------------------------------------------------- | -------------------------------------- | ----------------------------------------------------------- | -------------------------------------- | ---------------------------------------- | -------------------------------------- | -------------------------------------- | -------------------------------------- | -------------------------------------- | -------------------------------------- |
| *на парадной форме знак различия располагается на рукаве                   |                                        |                                        |                                                      |                                        |                                                             |                                        |                                          |                                        |                                        |                                        |                                        |                                        |
| Погон-муфта к рубашке (звания на полевой форме выполнены в защитном цвете) |                                        |                                        |                                                      |                                        |                                                             |                                        |                                          |                                        |                                        |                                        |                                        |                                        |
| Звание                                                                     | Сержант-майор Seržantas majoras        | Старшина Viršila                       | Штаб-сержант специалист Štabo seržantas specialistas | Штаб-сержант Štabo seržantas           | Старший сержантспециалист Vyresnysis seržantas specialistas | Старший сержант Vyresnysis seržantas   | Сержантспециалист Seržantas specialistas | Сержант Seržantas                      | Капрал Grandinis                       | Старший рядовой Vyresnysis eilinis     | Рядовой Eilinis                        | Младший рядовой Jaunesnysis eilinis    |
| Соответствующее звание вооружённых сил РФ                                  | Старший прапорщик                      | Старшина                               | Старший сержант                                      | Старший сержант                        | Сержант                                                     | Сержант                                | Сержант                                  | Сержант                                | Младший сержант                        | Рядовой                                | Рядовой                                | Рядовой                                |
| Код НАТО                                                                   | OR-9                                   | OR-8                                   | OR-7                                                 | OR-7                                   | OR-6                                                        | OR-6                                   | OR-5                                     | OR-5                                   | OR-4                                   | OR-3                                   | OR-2                                   | OR-1                                   |

#### Военно-воздушные силы
| Офицеры сухопутных сил                                                     | Офицеры сухопутных сил | Офицеры сухопутных сил                  | Офицеры сухопутных сил          | Офицеры сухопутных сил               | Офицеры сухопутных сил | Офицеры сухопутных сил                      | Офицеры сухопутных сил | Офицеры сухопутных сил | Офицеры сухопутных сил                   | Офицеры сухопутных сил | Офицеры сухопутных сил |
| -------------------------------------------------------------------------- | ---------------------- | --------------------------------------- | ------------------------------- | ------------------------------------ | ---------------------- | ------------------------------------------- | ---------------------- | ---------------------- | ---------------------------------------- | ---------------------- | ---------------------- |
|                                                                            | Высшие офицеры         | Высшие офицеры                          | Высшие офицеры                  | Высшие офицеры                       | Старшие офицеры        | Старшие офицеры                             | Старшие офицеры        | Младшие офицеры        | Младшие офицеры                          | Младшие офицеры        | Курсанты               |
| Погоны к парадной форме одежды                                             |                        |                                         |                                 |                                      |                        |                                             |                        |                        |                                          |                        |                        |
| Погон-муфта к рубашке (звания на полевой форме выполнены в защитном цвете) |                        |                                         |                                 |                                      |                        |                                             |                        |                        |                                          |                        |                        |
| Звание                                                                     | Генерал Generolas      | Генерал-лейтенант Generolas leitenantas | Генерал-майор Generolas majoras | Бригадный генерал Brigados generolas | Полковник Pulkininkas  | Полковник-лейтенант Pulkininkas leitenantas | Майор Majoras          | Капитан Kapitonas      | Старший-лейтенант Vyresnysis leitenantas | Лейтенант Leitenantas  | Юнкер Kariūnas         |
| Соответствующее звание вооружённых сил РФ                                  | Генерал армии          | Генерал-полковник                       | Генерал-лейтенант               | Генерал-майор                        | Полковник              | Подполковник                                | Майор                  | Капитан                | Лейтенант                                | Младший лейтенант      | Курсант                |
| Код НАТО                                                                   | OF-9                   | OF-8                                    | OF-7                            | OF-6                                 | OF-5                   | OF-4                                        | OF-3                   | OF-2                   | OF-1                                     | OF-1                   | Cadet                  |

| Унтер-офицеры и солдаты военно-воздушных сил                               | Унтер-офицеры и солдаты военно-воздушных сил | Унтер-офицеры и солдаты военно-воздушных сил | Унтер-офицеры и солдаты военно-воздушных сил         | Унтер-офицеры и солдаты военно-воздушных сил | Унтер-офицеры и солдаты военно-воздушных сил                | Унтер-офицеры и солдаты военно-воздушных сил | Унтер-офицеры и солдаты военно-воздушных сил | Унтер-офицеры и солдаты военно-воздушных сил | Унтер-офицеры и солдаты военно-воздушных сил | Унтер-офицеры и солдаты военно-воздушных сил | Унтер-офицеры и солдаты военно-воздушных сил | Унтер-офицеры и солдаты военно-воздушных сил |
|                                                                            | Унтер-офицеры                                | Унтер-офицеры                                | Унтер-офицеры                                        | Унтер-офицеры                                | Унтер-офицеры                                               | Унтер-офицеры                                | Унтер-офицеры                                | Унтер-офицеры                                | Унтер-офицеры                                | Солдаты                                      | Солдаты                                      | Солдаты                                      |
| -------------------------------------------------------------------------- | -------------------------------------------- | -------------------------------------------- | ---------------------------------------------------- | -------------------------------------------- | ----------------------------------------------------------- | -------------------------------------------- | -------------------------------------------- | -------------------------------------------- | -------------------------------------------- | -------------------------------------------- | -------------------------------------------- | -------------------------------------------- |
| *на парадной форме знак различия располагается на рукаве                   |                                              |                                              |                                                      |                                              |                                                             |                                              |                                              |                                              |                                              |                                              |                                              |                                              |
| Погон-муфта к рубашке (звания на полевой форме выполнены в защитном цвете) |                                              |                                              |                                                      |                                              |                                                             |                                              |                                              |                                              |                                              |                                              |                                              |                                              |
| Звание                                                                     | Сержант-майор Seržantas majoras              | Старшина Viršila                             | Штаб-сержант специалист Štabo seržantas specialistas | Штаб-сержант Štabo seržantas                 | Старший сержантспециалист Vyresnysis seržantas specialistas | Старший сержант Vyresnysis seržantas         | Сержантспециалист Seržantas specialistas     | Сержант Seržantas                            | Капрал Grandinis                             | Старший рядовой Vyresnysis eilinis           | Рядовой Eilinis                              | Младший рядовой Jaunesnysis eilinis          |
| Соответствующее звание вооружённых сил РФ                                  | Старший прапорщик                            | Старшина                                     | Старший сержант                                      | Старший сержант                              | Сержант                                                     | Сержант                                      | Сержант                                      | Сержант                                      | Младший сержант                              | Рядовой                                      | Рядовой                                      | Рядовой                                      |
| Код НАТО                                                                   | OR-9                                         | OR-8                                         | OR-7                                                 | OR-7                                         | OR-6                                                        | OR-6                                         | OR-5                                         | OR-5                                         | OR-4                                         | OR-3                                         | OR-2                                         | OR-1                                         |

### Союз стрелков Литвы
| Командующие стрелки                       | Командующие стрелки                                          | Командующие стрелки                                                                                   | Командующие стрелки                                                                   | Командующие стрелки                          | Командующие стрелки                       | Командующие стрелки                                                                | Командующие стрелки                                                | Командующие стрелки                             | Командующие стрелки        |
|                                           | Высшие командиры                                             | Высшие командиры                                                                                      | Старшие командиры                                                                     | Старшие командиры                            | Старшие командиры                         | Младшие командиры                                                                  | Младшие командиры                                                  | Младшие командиры                               | Младшие командиры          |
| ----------------------------------------- | ------------------------------------------------------------ | --- | ------------------------------------------------------------------------------------- | -------------------------------------------- | ----------------------------------------- | ---------------------------------------------------------------------------------- | ------------------------------------------------------------------ | ----------------------------------------------- | -------------------------- |
| Погоны к повседневной форме одежды        |                                                              | |                                                                                       |                                              |                                           |                                                                                    |                                                                    |                                                 |                            |
| Звание                                    | Командир союза стрелков Литвы Lietuvos Šaulių Sąjungos vadas | Первый заместитель командира союза стрелков Литвы Lietuvos Šaulių Sąjungos vado pirmasis pavaduotojas | Заместитель командира союза стрелков Литвы Lietuvos Šaulių Sąjungos vado pavaduotojas | Офицер штаба союза Sąjungos štabo pareigūnas | Командир сборной (отряда) Rinktinės vadas | Первый заместитель командира сборной (отряда) Rinktinės vado pirmasis pavaduotojas | Заместитель командира сборной (отряда) Rinktinės vado pavaduotojas | Офицер штаба сборной Rinktinės štabo pareigūnas | Командир роты Kuopos vadas |
| Соответствующее звание вооружённых сил РФ | Нет                                                          | Нет                                                                                                   | Нет                                                                                   | Нет                                          | Нет                                       | Нет                                                                                | Нет                                                                | Нет                                             | Нет                        |
| Код НАТО                                  |                                                              | |                                                                                       |                                              |                                           |                                                                                    |                                                                    |                                                 |                            |

| Стрелки                                   | Стрелки                                             | Стрелки                         | Стрелки                                                                      | Стрелки                                                      | Стрелки                         | Стрелки                         |
|                                           | Унтер-офицеры и рядовые стрелки                     | Унтер-офицеры и рядовые стрелки | Унтер-офицеры и рядовые стрелки                                              | Унтер-офицеры и рядовые стрелки                              | Унтер-офицеры и рядовые стрелки | Унтер-офицеры и рядовые стрелки |
| ----------------------------------------- | --------------------------------------------------- | ------------------------------- | ---------------------------------------------------------------------------- | ------------------------------------------------------------ | ------------------------------- | ------------------------------- |
| Погоны к повседневной форме одежды        |                                                     |                                 |                                                                              |                                                              |                                 |                                 |
| Звание                                    | Заместитель командира роты Kuopos vado pavaduotojas | Командир взвода Būrio vadas     | Заместитель командира взвода (Взводный) Būrio vado pavaduotojas (Būrininkas) | Командир отделения (отделённый) Skyriaus vadas (Skyrininkas) | Капрал Grandinis                | Рядовой стрелок Eilinis šaulys  |
| Соответствующее звание вооружённых сил РФ | Нет                                                 | Нет                             | Нет                                                                          | Нет                                                          | Нет                             | Нет                             |
| Код НАТО                                  |                                                     |                                 |                                                                              |                                                              |                                 |                                 |